# فهرست سیارک‌ها (۱۲۵۰۰۱–۱۲۶۰۰۱)
فهرست سیارک‌ها (۱۲۵۰۰۱ - ۱۲۶۰۰۱) فهرست سیارک‌ها از ۱۲۵۰۰۱ تا ۱۲۶۰۰۱ است.
| نام    | نام انگلیسی | تاریخ کشف      |
| ------ | ----------- | -------------- |
| ۱۲۵۰۰۱ | 2001 TG154  | ۱۵ اکتبر ۲۰۰۱  |
| ۱۲۵۰۰۲ | 2001 TJ154  | ۱۵ اکتبر ۲۰۰۱  |
| ۱۲۵۰۰۳ | 2001 TV154  | ۱۵ اکتبر ۲۰۰۱  |
| ۱۲۵۰۰۴ | 2001 TQ155  | ۱۴ اکتبر ۲۰۰۱  |
| ۱۲۵۰۰۵ | 2001 TO157  | ۱۴ اکتبر ۲۰۰۱  |
| ۱۲۵۰۰۶ | 2001 TK159  | ۱۱ اکتبر ۲۰۰۱  |
| ۱۲۵۰۰۷ | 2001 TN159  | ۱۱ اکتبر ۲۰۰۱  |
| ۱۲۵۰۰۸ | 2001 TJ162  | ۱۱ اکتبر ۲۰۰۱  |
| ۱۲۵۰۰۹ | 2001 TX164  | ۱۵ اکتبر ۲۰۰۱  |
| ۱۲۵۰۱۰ | 2001 TD166  | ۱۴ اکتبر ۲۰۰۱  |
| ۱۲۵۰۱۱ | 2001 TE168  | ۱۵ اکتبر ۲۰۰۱  |
| ۱۲۵۰۱۲ | 2001 TQ168  | ۱۵ اکتبر ۲۰۰۱  |
| ۱۲۵۰۱۳ | 2001 TL170  | ۱۳ اکتبر ۲۰۰۱  |
| ۱۲۵۰۱۴ | 2001 TA173  | ۱۳ اکتبر ۲۰۰۱  |
| ۱۲۵۰۱۵ | 2001 TF174  | ۱۴ اکتبر ۲۰۰۱  |
| ۱۲۵۰۱۶ | 2001 TJ174  | ۱۴ اکتبر ۲۰۰۱  |
| ۱۲۵۰۱۷ | 2001 TM174  | ۱۴ اکتبر ۲۰۰۱  |
| ۱۲۵۰۱۸ | 2001 TY177  | ۱۴ اکتبر ۲۰۰۱  |
| ۱۲۵۰۱۹ | 2001 TW179  | ۱۴ اکتبر ۲۰۰۱  |
| ۱۲۵۰۲۰ | 2001 TC181  | ۱۴ اکتبر ۲۰۰۱  |
| ۱۲۵۰۲۱ | 2001 TH183  | ۱۴ اکتبر ۲۰۰۱  |
| ۱۲۵۰۲۲ | 2001 TL184  | ۱۴ اکتبر ۲۰۰۱  |
| ۱۲۵۰۲۳ | 2001 TB188  | ۱۴ اکتبر ۲۰۰۱  |
| ۱۲۵۰۲۴ | 2001 TJ188  | ۱۴ اکتبر ۲۰۰۱  |
| ۱۲۵۰۲۵ | 2001 TM188  | ۱۴ اکتبر ۲۰۰۱  |
| ۱۲۵۰۲۶ | 2001 TZ188  | ۱۴ اکتبر ۲۰۰۱  |
| ۱۲۵۰۲۷ | 2001 TL189  | ۱۴ اکتبر ۲۰۰۱  |
| ۱۲۵۰۲۸ | 2001 TM189  | ۱۴ اکتبر ۲۰۰۱  |
| ۱۲۵۰۲۹ | 2001 TF191  | ۱۴ اکتبر ۲۰۰۱  |
| ۱۲۵۰۳۰ | 2001 TT191  | ۱۴ اکتبر ۲۰۰۱  |
| ۱۲۵۰۳۱ | 2001 TV191  | ۱۴ اکتبر ۲۰۰۱  |
| ۱۲۵۰۳۲ | 2001 TE192  | ۱۴ اکتبر ۲۰۰۱  |
| ۱۲۵۰۳۳ | 2001 TP192  | ۱۴ اکتبر ۲۰۰۱  |
| ۱۲۵۰۳۴ | 2001 TE193  | ۱۴ اکتبر ۲۰۰۱  |
| ۱۲۵۰۳۵ | 2001 TH194  | ۱۵ اکتبر ۲۰۰۱  |
| ۱۲۵۰۳۶ | 2001 TL194  | ۱۵ اکتبر ۲۰۰۱  |
| ۱۲۵۰۳۷ | 2001 TL198  | ۱۱ اکتبر ۲۰۰۱  |
| ۱۲۵۰۳۸ | 2001 TW199  | ۱۱ اکتبر ۲۰۰۱  |
| ۱۲۵۰۳۹ | 2001 TX200  | ۱۱ اکتبر ۲۰۰۱  |
| ۱۲۵۰۴۰ | 2001 TG201  | ۱۱ اکتبر ۲۰۰۱  |
| ۱۲۵۰۴۱ | 2001 TD203  | ۱۱ اکتبر ۲۰۰۱  |
| ۱۲۵۰۴۲ | 2001 TU204  | ۱۱ اکتبر ۲۰۰۱  |
| ۱۲۵۰۴۳ | 2001 TE206  | ۱۱ اکتبر ۲۰۰۱  |
| ۱۲۵۰۴۴ | 2001 TO208  | ۱۱ اکتبر ۲۰۰۱  |
| ۱۲۵۰۴۵ | 2001 TK211  | ۱۳ اکتبر ۲۰۰۱  |
| ۱۲۵۰۴۶ | 2001 TO212  | ۱۳ اکتبر ۲۰۰۱  |
| ۱۲۵۰۴۷ | 2001 TB214  | ۱۳ اکتبر ۲۰۰۱  |
| ۱۲۵۰۴۸ | 2001 TW215  | ۱۳ اکتبر ۲۰۰۱  |
| ۱۲۵۰۴۹ | 2001 TZ217  | ۱۴ اکتبر ۲۰۰۱  |
| ۱۲۵۰۵۰ | 2001 TN218  | ۱۴ اکتبر ۲۰۰۱  |
| ۱۲۵۰۵۱ | 2001 TK219  | ۱۴ اکتبر ۲۰۰۱  |
| ۱۲۵۰۵۲ | 2001 TG220  | ۱۴ اکتبر ۲۰۰۱  |
| ۱۲۵۰۵۳ | 2001 TG221  | ۱۴ اکتبر ۲۰۰۱  |
| ۱۲۵۰۵۴ | 2001 TN226  | ۱۴ اکتبر ۲۰۰۱  |
| ۱۲۵۰۵۵ | 2001 TF227  | ۱۵ اکتبر ۲۰۰۱  |
| ۱۲۵۰۵۶ | 2001 TF228  | ۱۵ اکتبر ۲۰۰۱  |
| ۱۲۵۰۵۷ | 2001 TP229  | ۱۵ اکتبر ۲۰۰۱  |
| ۱۲۵۰۵۸ | 2001 TF231  | ۱۵ اکتبر ۲۰۰۱  |
| ۱۲۵۰۵۹ | 2001 TB233  | ۱۵ اکتبر ۲۰۰۱  |
| ۱۲۵۰۶۰ | 2001 TT233  | ۱۵ اکتبر ۲۰۰۱  |
| ۱۲۵۰۶۱ | 2001 TU233  | ۱۵ اکتبر ۲۰۰۱  |
| ۱۲۵۰۶۲ | 2001 TG234  | ۱۵ اکتبر ۲۰۰۱  |
| ۱۲۵۰۶۳ | 2001 TZ234  | ۱۵ اکتبر ۲۰۰۱  |
| ۱۲۵۰۶۴ | 2001 TK236  | ۱۵ اکتبر ۲۰۰۱  |
| ۱۲۵۰۶۵ | 2001 TE237  | ۸ اکتبر ۲۰۰۱   |
| ۱۲۵۰۶۶ | 2001 TF237  | ۸ اکتبر ۲۰۰۱   |
| ۱۲۵۰۶۷ | 2001 TC238  | ۱۴ اکتبر ۲۰۰۱  |
| ۱۲۵۰۶۸ | 2001 TR240  | ۱۴ اکتبر ۲۰۰۱  |
| ۱۲۵۰۶۹ | 2001 TA241  | ۱۴ اکتبر ۲۰۰۱  |
| ۱۲۵۰۷۰ | 2001 TR241  | ۱۳ اکتبر ۲۰۰۱  |
| ۱۲۵۰۷۱ | Lugosi      | ۸ اکتبر ۲۰۰۱   |
| ۱۲۵۰۷۱ | 2001 UG     | ۱۶ اکتبر ۲۰۰۱  |
| ۱۲۵۰۷۱ | 2001 UZ     | ۱۷ اکتبر ۲۰۰۱  |
| ۱۲۵۰۷۴ | 2001 UF3    | ۱۶ اکتبر ۲۰۰۱  |
| ۱۲۵۰۷۵ | 2001 UU5    | ۲۱ اکتبر ۲۰۰۱  |
| ۱۲۵۰۷۶ | 2001 UD6    | ۱۹ اکتبر ۲۰۰۱  |
| ۱۲۵۰۷۷ | 2001 UE7    | ۱۶ اکتبر ۲۰۰۱  |
| ۱۲۵۰۷۸ | 2001 UK7    | ۱۷ اکتبر ۲۰۰۱  |
| ۱۲۵۰۷۹ | 2001 UY8    | ۱۷ اکتبر ۲۰۰۱  |
| ۱۲۵۰۸۰ | 2001 UA9    | ۱۷ اکتبر ۲۰۰۱  |
| ۱۲۵۰۸۱ | 2001 UE9    | ۱۷ اکتبر ۲۰۰۱  |
| ۱۲۵۰۸۲ | 2001 UZ10   | ۲۲ اکتبر ۲۰۰۱  |
| ۱۲۵۰۸۳ | 2001 UM12   | ۲۴ اکتبر ۲۰۰۱  |
| ۱۲۵۰۸۴ | 2001 US12   | ۲۴ اکتبر ۲۰۰۱  |
| ۱۲۵۰۸۵ | 2001 UG13   | ۲۴ اکتبر ۲۰۰۱  |
| ۱۲۵۰۸۶ | 2001 UJ15   | ۲۴ اکتبر ۲۰۰۱  |
| ۱۲۵۰۸۷ | 2001 UD16   | ۲۵ اکتبر ۲۰۰۱  |
| ۱۲۵۰۸۸ | 2001 UR20   | ۱۷ اکتبر ۲۰۰۱  |
| ۱۲۵۰۸۹ | 2001 UB24   | ۱۸ اکتبر ۲۰۰۱  |
| ۱۲۵۰۹۰ | 2001 UO24   | ۱۸ اکتبر ۲۰۰۱  |
| ۱۲۵۰۹۱ | 2001 UX24   | ۱۸ اکتبر ۲۰۰۱  |
| ۱۲۵۰۹۲ | 2001 UF25   | ۱۸ اکتبر ۲۰۰۱  |
| ۱۲۵۰۹۳ | 2001 UB26   | ۱۸ اکتبر ۲۰۰۱  |
| ۱۲۵۰۹۴ | 2001 UF26   | ۱۸ اکتبر ۲۰۰۱  |
| ۱۲۵۰۹۵ | 2001 UF30   | ۱۶ اکتبر ۲۰۰۱  |
| ۱۲۵۰۹۶ | 2001 UQ30   | ۱۶ اکتبر ۲۰۰۱  |
| ۱۲۵۰۹۷ | 2001 UW30   | ۱۶ اکتبر ۲۰۰۱  |
| ۱۲۵۰۹۸ | 2001 UT32   | ۱۶ اکتبر ۲۰۰۱  |
| ۱۲۵۰۹۹ | 2001 UM33   | ۱۶ اکتبر ۲۰۰۱  |
| ۱۲۵۱۰۰ | 2001 UA34   | ۱۶ اکتبر ۲۰۰۱  |
| ۱۲۵۱۰۱ | 2001 UM34   | ۱۶ اکتبر ۲۰۰۱  |
| ۱۲۵۱۰۲ | 2001 UH35   | ۱۶ اکتبر ۲۰۰۱  |
| ۱۲۵۱۰۳ | 2001 UU35   | ۱۶ اکتبر ۲۰۰۱  |
| ۱۲۵۱۰۴ | 2001 UR37   | ۱۷ اکتبر ۲۰۰۱  |
| ۱۲۵۱۰۵ | 2001 UZ37   | ۱۷ اکتبر ۲۰۰۱  |
| ۱۲۵۱۰۶ | 2001 UR39   | ۱۷ اکتبر ۲۰۰۱  |
| ۱۲۵۱۰۷ | 2001 UH40   | ۱۷ اکتبر ۲۰۰۱  |
| ۱۲۵۱۰۸ | 2001 UL41   | ۱۷ اکتبر ۲۰۰۱  |
| ۱۲۵۱۰۹ | 2001 UF42   | ۱۷ اکتبر ۲۰۰۱  |
| ۱۲۵۱۱۰ | 2001 UP43   | ۱۷ اکتبر ۲۰۰۱  |
| ۱۲۵۱۱۱ | 2001 UD44   | ۱۷ اکتبر ۲۰۰۱  |
| ۱۲۵۱۱۲ | 2001 UU44   | ۱۷ اکتبر ۲۰۰۱  |
| ۱۲۵۱۱۳ | 2001 UF45   | ۱۷ اکتبر ۲۰۰۱  |
| ۱۲۵۱۱۴ | 2001 UN46   | ۱۷ اکتبر ۲۰۰۱  |
| ۱۲۵۱۱۵ | 2001 UM49   | ۱۷ اکتبر ۲۰۰۱  |
| ۱۲۵۱۱۶ | 2001 UO49   | ۱۷ اکتبر ۲۰۰۱  |
| ۱۲۵۱۱۷ | 2001 UN50   | ۱۷ اکتبر ۲۰۰۱  |
| ۱۲۵۱۱۸ | 2001 UR50   | ۱۷ اکتبر ۲۰۰۱  |
| ۱۲۵۱۱۹ | 2001 UV50   | ۱۷ اکتبر ۲۰۰۱  |
| ۱۲۵۱۲۰ | 2001 UY50   | ۱۷ اکتبر ۲۰۰۱  |
| ۱۲۵۱۲۱ | 2001 UG51   | ۱۷ اکتبر ۲۰۰۱  |
| ۱۲۵۱۲۲ | 2001 UJ51   | ۱۷ اکتبر ۲۰۰۱  |
| ۱۲۵۱۲۳ | 2001 UW51   | ۱۷ اکتبر ۲۰۰۱  |
| ۱۲۵۱۲۴ | 2001 US53   | ۱۷ اکتبر ۲۰۰۱  |
| ۱۲۵۱۲۵ | 2001 UV53   | ۱۷ اکتبر ۲۰۰۱  |
| ۱۲۵۱۲۶ | 2001 UB54   | ۱۷ اکتبر ۲۰۰۱  |
| ۱۲۵۱۲۷ | 2001 UH55   | ۱۶ اکتبر ۲۰۰۱  |
| ۱۲۵۱۲۸ | 2001 UY55   | ۱۷ اکتبر ۲۰۰۱  |
| ۱۲۵۱۲۹ | 2001 UM56   | ۱۷ اکتبر ۲۰۰۱  |
| ۱۲۵۱۳۰ | 2001 UO56   | ۱۷ اکتبر ۲۰۰۱  |
| ۱۲۵۱۳۱ | 2001 UU57   | ۱۷ اکتبر ۲۰۰۱  |
| ۱۲۵۱۳۲ | 2001 UF58   | ۱۷ اکتبر ۲۰۰۱  |
| ۱۲۵۱۳۳ | 2001 UB60   | ۱۷ اکتبر ۲۰۰۱  |
| ۱۲۵۱۳۴ | 2001 UP60   | ۱۷ اکتبر ۲۰۰۱  |
| ۱۲۵۱۳۵ | 2001 UB61   | ۱۷ اکتبر ۲۰۰۱  |
| ۱۲۵۱۳۶ | 2001 UY61   | ۱۷ اکتبر ۲۰۰۱  |
| ۱۲۵۱۳۷ | 2001 UJ62   | ۱۷ اکتبر ۲۰۰۱  |
| ۱۲۵۱۳۸ | 2001 UC63   | ۱۷ اکتبر ۲۰۰۱  |
| ۱۲۵۱۳۹ | 2001 UD63   | ۱۷ اکتبر ۲۰۰۱  |
| ۱۲۵۱۴۰ | 2001 UG63   | ۱۷ اکتبر ۲۰۰۱  |
| ۱۲۵۱۴۱ | 2001 UW63   | ۱۸ اکتبر ۲۰۰۱  |
| ۱۲۵۱۴۲ | 2001 UF64   | ۱۸ اکتبر ۲۰۰۱  |
| ۱۲۵۱۴۳ | 2001 UG66   | ۱۸ اکتبر ۲۰۰۱  |
| ۱۲۵۱۴۴ | 2001 UT66   | ۱۹ اکتبر ۲۰۰۱  |
| ۱۲۵۱۴۵ | 2001 UE76   | ۱۷ اکتبر ۲۰۰۱  |
| ۱۲۵۱۴۶ | 2001 UU79   | ۲۰ اکتبر ۲۰۰۱  |
| ۱۲۵۱۴۷ | 2001 UK81   | ۲۰ اکتبر ۲۰۰۱  |
| ۱۲۵۱۴۸ | 2001 UR81   | ۲۰ اکتبر ۲۰۰۱  |
| ۱۲۵۱۴۹ | 2001 UU81   | ۲۰ اکتبر ۲۰۰۱  |
| ۱۲۵۱۵۰ | 2001 UZ81   | ۲۰ اکتبر ۲۰۰۱  |
| ۱۲۵۱۵۱ | 2001 UB82   | ۲۰ اکتبر ۲۰۰۱  |
| ۱۲۵۱۵۲ | 2001 UO83   | ۲۰ اکتبر ۲۰۰۱  |
| ۱۲۵۱۵۳ | 2001 UZ83   | ۲۰ اکتبر ۲۰۰۱  |
| ۱۲۵۱۵۴ | 2001 UK84   | ۲۱ اکتبر ۲۰۰۱  |
| ۱۲۵۱۵۵ | 2001 UH87   | ۱۸ اکتبر ۲۰۰۱  |
| ۱۲۵۱۵۶ | 2001 UV88   | ۱۶ اکتبر ۲۰۰۱  |
| ۱۲۵۱۵۷ | 2001 UP90   | ۲۱ اکتبر ۲۰۰۱  |
| ۱۲۵۱۵۸ | 2001 UY91   | ۱۸ اکتبر ۲۰۰۱  |
| ۱۲۵۱۵۹ | 2001 UV93   | ۱۹ اکتبر ۲۰۰۱  |
| ۱۲۵۱۶۰ | 2001 UZ93   | ۱۹ اکتبر ۲۰۰۱  |
| ۱۲۵۱۶۱ | 2001 UC95   | ۱۹ اکتبر ۲۰۰۱  |
| ۱۲۵۱۶۲ | 2001 UD95   | ۱۹ اکتبر ۲۰۰۱  |
| ۱۲۵۱۶۳ | 2001 UG95   | ۱۹ اکتبر ۲۰۰۱  |
| ۱۲۵۱۶۴ | 2001 UW95   | ۱۶ اکتبر ۲۰۰۱  |
| ۱۲۵۱۶۵ | 2001 UU96   | ۱۷ اکتبر ۲۰۰۱  |
| ۱۲۵۱۶۶ | 2001 UL98   | ۱۷ اکتبر ۲۰۰۱  |
| ۱۲۵۱۶۷ | 2001 UP102  | ۲۰ اکتبر ۲۰۰۱  |
| ۱۲۵۱۶۸ | 2001 UY104  | ۲۰ اکتبر ۲۰۰۱  |
| ۱۲۵۱۶۹ | 2001 UQ105  | ۲۰ اکتبر ۲۰۰۱  |
| ۱۲۵۱۷۰ | 2001 UV105  | ۲۰ اکتبر ۲۰۰۱  |
| ۱۲۵۱۷۱ | 2001 UZ106  | ۲۰ اکتبر ۲۰۰۱  |
| ۱۲۵۱۷۲ | 2001 UW107  | ۲۰ اکتبر ۲۰۰۱  |
| ۱۲۵۱۷۳ | 2001 UA108  | ۲۰ اکتبر ۲۰۰۱  |
| ۱۲۵۱۷۴ | 2001 UF109  | ۲۰ اکتبر ۲۰۰۱  |
| ۱۲۵۱۷۵ | 2001 UL109  | ۲۰ اکتبر ۲۰۰۱  |
| ۱۲۵۱۷۶ | 2001 UP109  | ۲۰ اکتبر ۲۰۰۱  |
| ۱۲۵۱۷۷ | 2001 UE110  | ۲۱ اکتبر ۲۰۰۱  |
| ۱۲۵۱۷۸ | 2001 UG113  | ۲۱ اکتبر ۲۰۰۱  |
| ۱۲۵۱۷۹ | 2001 UM114  | ۲۲ اکتبر ۲۰۰۱  |
| ۱۲۵۱۸۰ | 2001 UY115  | ۲۲ اکتبر ۲۰۰۱  |
| ۱۲۵۱۸۱ | 2001 UW116  | ۲۲ اکتبر ۲۰۰۱  |
| ۱۲۵۱۸۲ | 2001 UX116  | ۲۲ اکتبر ۲۰۰۱  |
| ۱۲۵۱۸۳ | 2001 UA117  | ۲۲ اکتبر ۲۰۰۱  |
| ۱۲۵۱۸۴ | 2001 US117  | ۲۲ اکتبر ۲۰۰۱  |
| ۱۲۵۱۸۵ | 2001 UE118  | ۲۲ اکتبر ۲۰۰۱  |
| ۱۲۵۱۸۶ | 2001 UH118  | ۲۲ اکتبر ۲۰۰۱  |
| ۱۲۵۱۸۷ | 2001 UQ119  | ۲۲ اکتبر ۲۰۰۱  |
| ۱۲۵۱۸۸ | 2001 UF120  | ۲۲ اکتبر ۲۰۰۱  |
| ۱۲۵۱۸۹ | 2001 UH121  | ۲۲ اکتبر ۲۰۰۱  |
| ۱۲۵۱۹۰ | 2001 UP121  | ۲۲ اکتبر ۲۰۰۱  |
| ۱۲۵۱۹۱ | 2001 UU121  | ۲۲ اکتبر ۲۰۰۱  |
| ۱۲۵۱۹۲ | 2001 UR122  | ۲۲ اکتبر ۲۰۰۱  |
| ۱۲۵۱۹۳ | 2001 UB123  | ۲۲ اکتبر ۲۰۰۱  |
| ۱۲۵۱۹۴ | 2001 UF123  | ۲۲ اکتبر ۲۰۰۱  |
| ۱۲۵۱۹۵ | 2001 UA127  | ۱۷ اکتبر ۲۰۰۱  |
| ۱۲۵۱۹۶ | 2001 UC127  | ۱۷ اکتبر ۲۰۰۱  |
| ۱۲۵۱۹۷ | 2001 UG127  | ۱۷ اکتبر ۲۰۰۱  |
| ۱۲۵۱۹۸ | 2001 UV135  | ۲۲ اکتبر ۲۰۰۱  |
| ۱۲۵۱۹۹ | 2001 UG136  | ۲۲ اکتبر ۲۰۰۱  |
| ۱۲۵۲۰۰ | 2001 UY138  | ۲۳ اکتبر ۲۰۰۱  |
| ۱۲۵۲۰۱ | 2001 UP140  | ۲۳ اکتبر ۲۰۰۱  |
| ۱۲۵۲۰۲ | 2001 US140  | ۲۳ اکتبر ۲۰۰۱  |
| ۱۲۵۲۰۳ | 2001 UY140  | ۲۳ اکتبر ۲۰۰۱  |
| ۱۲۵۲۰۴ | 2001 UE144  | ۲۳ اکتبر ۲۰۰۱  |
| ۱۲۵۲۰۵ | 2001 UW145  | ۲۳ اکتبر ۲۰۰۱  |
| ۱۲۵۲۰۶ | 2001 UQ148  | ۲۳ اکتبر ۲۰۰۱  |
| ۱۲۵۲۰۷ | 2001 UB149  | ۲۳ اکتبر ۲۰۰۱  |
| ۱۲۵۲۰۸ | 2001 UD149  | ۲۳ اکتبر ۲۰۰۱  |
| ۱۲۵۲۰۹ | 2001 UH149  | ۲۳ اکتبر ۲۰۰۱  |
| ۱۲۵۲۱۰ | 2001 UQ149  | ۲۳ اکتبر ۲۰۰۱  |
| ۱۲۵۲۱۱ | 2001 US149  | ۲۳ اکتبر ۲۰۰۱  |
| ۱۲۵۲۱۲ | 2001 UE150  | ۲۳ اکتبر ۲۰۰۱  |
| ۱۲۵۲۱۳ | 2001 UO150  | ۲۳ اکتبر ۲۰۰۱  |
| ۱۲۵۲۱۴ | 2001 UY150  | ۲۳ اکتبر ۲۰۰۱  |
| ۱۲۵۲۱۵ | 2001 UY151  | ۲۳ اکتبر ۲۰۰۱  |
| ۱۲۵۲۱۶ | 2001 UB152  | ۲۳ اکتبر ۲۰۰۱  |
| ۱۲۵۲۱۷ | 2001 UW152  | ۲۳ اکتبر ۲۰۰۱  |
| ۱۲۵۲۱۸ | 2001 US153  | ۲۳ اکتبر ۲۰۰۱  |
| ۱۲۵۲۱۹ | 2001 UZ153  | ۲۳ اکتبر ۲۰۰۱  |
| ۱۲۵۲۲۰ | 2001 UL154  | ۲۳ اکتبر ۲۰۰۱  |
| ۱۲۵۲۲۱ | 2001 UR156  | ۲۳ اکتبر ۲۰۰۱  |
| ۱۲۵۲۲۲ | 2001 UW156  | ۲۳ اکتبر ۲۰۰۱  |
| ۱۲۵۲۲۳ | 2001 UR157  | ۲۳ اکتبر ۲۰۰۱  |
| ۱۲۵۲۲۴ | 2001 UC158  | ۲۳ اکتبر ۲۰۰۱  |
| ۱۲۵۲۲۵ | 2001 UG158  | ۲۳ اکتبر ۲۰۰۱  |
| ۱۲۵۲۲۶ | 2001 UN158  | ۲۳ اکتبر ۲۰۰۱  |
| ۱۲۵۲۲۷ | 2001 UX158  | ۲۳ اکتبر ۲۰۰۱  |
| ۱۲۵۲۲۸ | 2001 UD159  | ۲۳ اکتبر ۲۰۰۱  |
| ۱۲۵۲۲۹ | 2001 UU159  | ۲۳ اکتبر ۲۰۰۱  |
| ۱۲۵۲۳۰ | 2001 UC160  | ۲۳ اکتبر ۲۰۰۱  |
| ۱۲۵۲۳۱ | 2001 UE161  | ۲۳ اکتبر ۲۰۰۱  |
| ۱۲۵۲۳۲ | 2001 UM161  | ۲۳ اکتبر ۲۰۰۱  |
| ۱۲۵۲۳۳ | 2001 UP161  | ۲۳ اکتبر ۲۰۰۱  |
| ۱۲۵۲۳۴ | 2001 UT162  | ۲۳ اکتبر ۲۰۰۱  |
| ۱۲۵۲۳۵ | 2001 UE163  | ۲۳ اکتبر ۲۰۰۱  |
| ۱۲۵۲۳۶ | 2001 UH163  | ۲۳ اکتبر ۲۰۰۱  |
| ۱۲۵۲۳۷ | 2001 UN164  | ۱۹ اکتبر ۲۰۰۱  |
| ۱۲۵۲۳۸ | 2001 UF170  | ۲۱ اکتبر ۲۰۰۱  |
| ۱۲۵۲۳۹ | 2001 UY170  | ۲۱ اکتبر ۲۰۰۱  |
| ۱۲۵۲۴۰ | 2001 UU171  | ۲۴ اکتبر ۲۰۰۱  |
| ۱۲۵۲۴۱ | 2001 UV173  | ۱۸ اکتبر ۲۰۰۱  |
| ۱۲۵۲۴۲ | 2001 UC174  | ۱۸ اکتبر ۲۰۰۱  |
| ۱۲۵۲۴۳ | 2001 UM174  | ۱۸ اکتبر ۲۰۰۱  |
| ۱۲۵۲۴۴ | 2001 UY174  | ۱۹ اکتبر ۲۰۰۱  |
| ۱۲۵۲۴۵ | 2001 UB175  | ۲۳ اکتبر ۲۰۰۱  |
| ۱۲۵۲۴۶ | 2001 UN175  | ۲۴ اکتبر ۲۰۰۱  |
| ۱۲۵۲۴۷ | 2001 UC176  | ۲۵ اکتبر ۲۰۰۱  |
| ۱۲۵۲۴۸ | 2001 UO179  | ۲۶ اکتبر ۲۰۰۱  |
| ۱۲۵۲۴۹ | 2001 UO196  | ۱۸ اکتبر ۲۰۰۱  |
| ۱۲۵۲۵۰ | 2001 UB204  | ۱۹ اکتبر ۲۰۰۱  |
| ۱۲۵۲۵۱ | 2001 UD204  | ۱۹ اکتبر ۲۰۰۱  |
| ۱۲۵۲۵۲ | 2001 UH205  | ۱۹ اکتبر ۲۰۰۱  |
| ۱۲۵۲۵۳ | 2001 UJ205  | ۱۹ اکتبر ۲۰۰۱  |
| ۱۲۵۲۵۴ | 2001 UT205  | ۱۹ اکتبر ۲۰۰۱  |
| ۱۲۵۲۵۵ | 2001 UA216  | ۲۳ اکتبر ۲۰۰۱  |
| ۱۲۵۲۵۶ | 2001 UK217  | ۲۴ اکتبر ۲۰۰۱  |
| ۱۲۵۲۵۷ | 2001 UM218  | ۲۶ اکتبر ۲۰۰۱  |
| ۱۲۵۲۵۸ | 2001 UH219  | ۲۶ اکتبر ۲۰۰۱  |
| ۱۲۵۲۵۹ | 2001 UQ219  | ۱۷ اکتبر ۲۰۰۱  |
| ۱۲۵۲۶۰ | 2001 UF220  | ۲۱ اکتبر ۲۰۰۱  |
| ۱۲۵۲۶۱ | 2001 UG220  | ۲۱ اکتبر ۲۰۰۱  |
| ۱۲۵۲۶۲ | 2001 UV220  | ۲۱ اکتبر ۲۰۰۱  |
| ۱۲۵۲۶۳ | 2001 UW221  | ۲۴ اکتبر ۲۰۰۱  |
| ۱۲۵۲۶۴ | 2001 UX221  | ۲۴ اکتبر ۲۰۰۱  |
| ۱۲۵۲۶۵ | 2001 UT222  | ۲۳ اکتبر ۲۰۰۱  |
| ۱۲۵۲۶۵ | 2001 VG     | ۷ نوامبر ۲۰۰۱  |
| ۱۲۵۲۶۷ | 2001 VL1    | ۹ نوامبر ۲۰۰۱  |
| ۱۲۵۲۶۸ | 2001 VJ2    | ۱۰ نوامبر ۲۰۰۱ |
| ۱۲۵۲۶۹ | 2001 VP3    | ۱۱ نوامبر ۲۰۰۱ |
| ۱۲۵۲۷۰ | 2001 VT3    | ۱۱ نوامبر ۲۰۰۱ |
| ۱۲۵۲۷۱ | 2001 VR5    | ۹ نوامبر ۲۰۰۱  |
| ۱۲۵۲۷۲ | 2001 VC6    | ۹ نوامبر ۲۰۰۱  |
| ۱۲۵۲۷۳ | 2001 VA8    | ۹ نوامبر ۲۰۰۱  |
| ۱۲۵۲۷۴ | 2001 VE10   | ۱۰ نوامبر ۲۰۰۱ |
| ۱۲۵۲۷۵ | 2001 VW11   | ۱۰ نوامبر ۲۰۰۱ |
| ۱۲۵۲۷۶ | 2001 VV12   | ۱۰ نوامبر ۲۰۰۱ |
| ۱۲۵۲۷۷ | 2001 VL13   | ۱۰ نوامبر ۲۰۰۱ |
| ۱۲۵۲۷۸ | 2001 VS13   | ۱۰ نوامبر ۲۰۰۱ |
| ۱۲۵۲۷۹ | 2001 VE14   | ۱۰ نوامبر ۲۰۰۱ |
| ۱۲۵۲۸۰ | 2001 VH14   | ۱۰ نوامبر ۲۰۰۱ |
| ۱۲۵۲۸۱ | 2001 VZ14   | ۱۰ نوامبر ۲۰۰۱ |
| ۱۲۵۲۸۲ | 2001 VM15   | ۱۰ نوامبر ۲۰۰۱ |
| ۱۲۵۲۸۳ | 2001 VN18   | ۹ نوامبر ۲۰۰۱  |
| ۱۲۵۲۸۴ | 2001 VH19   | ۹ نوامبر ۲۰۰۱  |
| ۱۲۵۲۸۵ | 2001 VN21   | ۹ نوامبر ۲۰۰۱  |
| ۱۲۵۲۸۶ | 2001 VZ22   | ۹ نوامبر ۲۰۰۱  |
| ۱۲۵۲۸۷ | 2001 VG23   | ۹ نوامبر ۲۰۰۱  |
| ۱۲۵۲۸۸ | 2001 VQ23   | ۹ نوامبر ۲۰۰۱  |
| ۱۲۵۲۸۹ | 2001 VH24   | ۹ نوامبر ۲۰۰۱  |
| ۱۲۵۲۹۰ | 2001 VL24   | ۹ نوامبر ۲۰۰۱  |
| ۱۲۵۲۹۱ | 2001 VR24   | ۹ نوامبر ۲۰۰۱  |
| ۱۲۵۲۹۲ | 2001 VU24   | ۹ نوامبر ۲۰۰۱  |
| ۱۲۵۲۹۳ | 2001 VV25   | ۹ نوامبر ۲۰۰۱  |
| ۱۲۵۲۹۴ | 2001 VA26   | ۹ نوامبر ۲۰۰۱  |
| ۱۲۵۲۹۵ | 2001 VJ26   | ۹ نوامبر ۲۰۰۱  |
| ۱۲۵۲۹۶ | 2001 VS27   | ۹ نوامبر ۲۰۰۱  |
| ۱۲۵۲۹۷ | 2001 VW27   | ۹ نوامبر ۲۰۰۱  |
| ۱۲۵۲۹۸ | 2001 VC28   | ۹ نوامبر ۲۰۰۱  |
| ۱۲۵۲۹۹ | 2001 VK28   | ۹ نوامبر ۲۰۰۱  |
| ۱۲۵۳۰۰ | 2001 VT28   | ۹ نوامبر ۲۰۰۱  |
| ۱۲۵۳۰۱ | 2001 VW28   | ۹ نوامبر ۲۰۰۱  |
| ۱۲۵۳۰۲ | 2001 VY28   | ۹ نوامبر ۲۰۰۱  |
| ۱۲۵۳۰۳ | 2001 VS29   | ۹ نوامبر ۲۰۰۱  |
| ۱۲۵۳۰۴ | 2001 VO30   | ۹ نوامبر ۲۰۰۱  |
| ۱۲۵۳۰۵ | 2001 VU30   | ۹ نوامبر ۲۰۰۱  |
| ۱۲۵۳۰۶ | 2001 VV30   | ۹ نوامبر ۲۰۰۱  |
| ۱۲۵۳۰۷ | 2001 VC32   | ۹ نوامبر ۲۰۰۱  |
| ۱۲۵۳۰۸ | 2001 VE32   | ۹ نوامبر ۲۰۰۱  |
| ۱۲۵۳۰۹ | 2001 VK32   | ۹ نوامبر ۲۰۰۱  |
| ۱۲۵۳۱۰ | 2001 VN32   | ۹ نوامبر ۲۰۰۱  |
| ۱۲۵۳۱۱ | 2001 VV32   | ۹ نوامبر ۲۰۰۱  |
| ۱۲۵۳۱۲ | 2001 VK33   | ۹ نوامبر ۲۰۰۱  |
| ۱۲۵۳۱۳ | 2001 VD34   | ۹ نوامبر ۲۰۰۱  |
| ۱۲۵۳۱۴ | 2001 VW34   | ۹ نوامبر ۲۰۰۱  |
| ۱۲۵۳۱۵ | 2001 VY34   | ۹ نوامبر ۲۰۰۱  |
| ۱۲۵۳۱۶ | 2001 VE35   | ۹ نوامبر ۲۰۰۱  |
| ۱۲۵۳۱۷ | 2001 VG36   | ۹ نوامبر ۲۰۰۱  |
| ۱۲۵۳۱۸ | 2001 VX36   | ۹ نوامبر ۲۰۰۱  |
| ۱۲۵۳۱۹ | 2001 VZ38   | ۹ نوامبر ۲۰۰۱  |
| ۱۲۵۳۲۰ | 2001 VD39   | ۹ نوامبر ۲۰۰۱  |
| ۱۲۵۳۲۱ | 2001 VB40   | ۹ نوامبر ۲۰۰۱  |
| ۱۲۵۳۲۲ | 2001 VE40   | ۹ نوامبر ۲۰۰۱  |
| ۱۲۵۳۲۳ | 2001 VL41   | ۹ نوامبر ۲۰۰۱  |
| ۱۲۵۳۲۴ | 2001 VY41   | ۹ نوامبر ۲۰۰۱  |
| ۱۲۵۳۲۵ | 2001 VU43   | ۹ نوامبر ۲۰۰۱  |
| ۱۲۵۳۲۶ | 2001 VJ44   | ۹ نوامبر ۲۰۰۱  |
| ۱۲۵۳۲۷ | 2001 VQ44   | ۹ نوامبر ۲۰۰۱  |
| ۱۲۵۳۲۸ | 2001 VC46   | ۹ نوامبر ۲۰۰۱  |
| ۱۲۵۳۲۹ | 2001 VO46   | ۹ نوامبر ۲۰۰۱  |
| ۱۲۵۳۳۰ | 2001 VR47   | ۹ نوامبر ۲۰۰۱  |
| ۱۲۵۳۳۱ | 2001 VU47   | ۹ نوامبر ۲۰۰۱  |
| ۱۲۵۳۳۲ | 2001 VL48   | ۹ نوامبر ۲۰۰۱  |
| ۱۲۵۳۳۳ | 2001 VN48   | ۹ نوامبر ۲۰۰۱  |
| ۱۲۵۳۳۴ | 2001 VQ48   | ۹ نوامبر ۲۰۰۱  |
| ۱۲۵۳۳۵ | 2001 VZ48   | ۹ نوامبر ۲۰۰۱  |
| ۱۲۵۳۳۶ | 2001 VA49   | ۹ نوامبر ۲۰۰۱  |
| ۱۲۵۳۳۷ | 2001 VE51   | ۱۰ نوامبر ۲۰۰۱ |
| ۱۲۵۳۳۸ | 2001 VP51   | ۱۰ نوامبر ۲۰۰۱ |
| ۱۲۵۳۳۹ | 2001 VQ51   | ۱۰ نوامبر ۲۰۰۱ |
| ۱۲۵۳۴۰ | 2001 VE52   | ۱۰ نوامبر ۲۰۰۱ |
| ۱۲۵۳۴۱ | 2001 VV52   | ۱۰ نوامبر ۲۰۰۱ |
| ۱۲۵۳۴۲ | 2001 VA53   | ۱۰ نوامبر ۲۰۰۱ |
| ۱۲۵۳۴۳ | 2001 VA54   | ۱۰ نوامبر ۲۰۰۱ |
| ۱۲۵۳۴۴ | 2001 VB54   | ۱۰ نوامبر ۲۰۰۱ |
| ۱۲۵۳۴۵ | 2001 VP54   | ۱۰ نوامبر ۲۰۰۱ |
| ۱۲۵۳۴۶ | 2001 VU54   | ۱۰ نوامبر ۲۰۰۱ |
| ۱۲۵۳۴۷ | 2001 VN55   | ۱۰ نوامبر ۲۰۰۱ |
| ۱۲۵۳۴۸ | 2001 VB57   | ۱۰ نوامبر ۲۰۰۱ |
| ۱۲۵۳۴۹ | 2001 VA59   | ۱۰ نوامبر ۲۰۰۱ |
| ۱۲۵۳۵۰ | 2001 VD59   | ۱۰ نوامبر ۲۰۰۱ |
| ۱۲۵۳۵۱ | 2001 VA60   | ۱۰ نوامبر ۲۰۰۱ |
| ۱۲۵۳۵۲ | 2001 VB60   | ۱۰ نوامبر ۲۰۰۱ |
| ۱۲۵۳۵۳ | 2001 VA61   | ۱۰ نوامبر ۲۰۰۱ |
| ۱۲۵۳۵۴ | 2001 VT61   | ۱۰ نوامبر ۲۰۰۱ |
| ۱۲۵۳۵۵ | 2001 VR62   | ۱۰ نوامبر ۲۰۰۱ |
| ۱۲۵۳۵۶ | 2001 VW62   | ۱۰ نوامبر ۲۰۰۱ |
| ۱۲۵۳۵۷ | 2001 VK64   | ۱۰ نوامبر ۲۰۰۱ |
| ۱۲۵۳۵۸ | 2001 VU64   | ۱۰ نوامبر ۲۰۰۱ |
| ۱۲۵۳۵۹ | 2001 VF65   | ۱۰ نوامبر ۲۰۰۱ |
| ۱۲۵۳۶۰ | 2001 VL65   | ۱۰ نوامبر ۲۰۰۱ |
| ۱۲۵۳۶۱ | 2001 VB66   | ۱۰ نوامبر ۲۰۰۱ |
| ۱۲۵۳۶۲ | 2001 VL66   | ۱۰ نوامبر ۲۰۰۱ |
| ۱۲۵۳۶۳ | 2001 VF67   | ۱۰ نوامبر ۲۰۰۱ |
| ۱۲۵۳۶۴ | 2001 VT68   | ۱۱ نوامبر ۲۰۰۱ |
| ۱۲۵۳۶۵ | 2001 VD69   | ۱۱ نوامبر ۲۰۰۱ |
| ۱۲۵۳۶۶ | 2001 VS70   | ۱۱ نوامبر ۲۰۰۱ |
| ۱۲۵۳۶۷ | 2001 VZ70   | ۱۱ نوامبر ۲۰۰۱ |
| ۱۲۵۳۶۸ | 2001 VD71   | ۱۱ نوامبر ۲۰۰۱ |
| ۱۲۵۳۶۹ | 2001 VK71   | ۱۱ نوامبر ۲۰۰۱ |
| ۱۲۵۳۷۰ | 2001 VP71   | ۱۰ نوامبر ۲۰۰۱ |
| ۱۲۵۳۷۱ | 2001 VV71   | ۱۴ نوامبر ۲۰۰۱ |
| ۱۲۵۳۷۲ | 2001 VE72   | ۱۵ نوامبر ۲۰۰۱ |
| ۱۲۵۳۷۳ | 2001 VN74   | ۱۴ نوامبر ۲۰۰۱ |
| ۱۲۵۳۷۴ | 2001 VY74   | ۸ نوامبر ۲۰۰۱  |
| ۱۲۵۳۷۵ | 2001 VG77   | ۹ نوامبر ۲۰۰۱  |
| ۱۲۵۳۷۶ | 2001 VL77   | ۱۲ نوامبر ۲۰۰۱ |
| ۱۲۵۳۷۷ | 2001 VY78   | ۹ نوامبر ۲۰۰۱  |
| ۱۲۵۳۷۸ | 2001 VF79   | ۹ نوامبر ۲۰۰۱  |
| ۱۲۵۳۷۹ | 2001 VJ79   | ۹ نوامبر ۲۰۰۱  |
| ۱۲۵۳۸۰ | 2001 VL79   | ۹ نوامبر ۲۰۰۱  |
| ۱۲۵۳۸۱ | 2001 VW79   | ۹ نوامبر ۲۰۰۱  |
| ۱۲۵۳۸۲ | 2001 VD80   | ۹ نوامبر ۲۰۰۱  |
| ۱۲۵۳۸۳ | 2001 VJ80   | ۱۰ نوامبر ۲۰۰۱ |
| ۱۲۵۳۸۴ | 2001 VQ80   | ۱۰ نوامبر ۲۰۰۱ |
| ۱۲۵۳۸۵ | 2001 VQ82   | ۱۰ نوامبر ۲۰۰۱ |
| ۱۲۵۳۸۶ | 2001 VG83   | ۱۰ نوامبر ۲۰۰۱ |
| ۱۲۵۳۸۷ | 2001 VN83   | ۱۰ نوامبر ۲۰۰۱ |
| ۱۲۵۳۸۸ | 2001 VF84   | ۱۱ نوامبر ۲۰۰۱ |
| ۱۲۵۳۸۹ | 2001 VG84   | ۱۱ نوامبر ۲۰۰۱ |
| ۱۲۵۳۹۰ | 2001 VZ84   | ۱۲ نوامبر ۲۰۰۱ |
| ۱۲۵۳۹۱ | 2001 VK88   | ۱۲ نوامبر ۲۰۰۱ |
| ۱۲۵۳۹۲ | 2001 VU91   | ۱۵ نوامبر ۲۰۰۱ |
| ۱۲۵۳۹۳ | 2001 VS94   | ۱۵ نوامبر ۲۰۰۱ |
| ۱۲۵۳۹۴ | 2001 VN96   | ۱۵ نوامبر ۲۰۰۱ |
| ۱۲۵۳۹۵ | 2001 VS96   | ۱۵ نوامبر ۲۰۰۱ |
| ۱۲۵۳۹۶ | 2001 VW97   | ۱۵ نوامبر ۲۰۰۱ |
| ۱۲۵۳۹۷ | 2001 VD98   | ۱۵ نوامبر ۲۰۰۱ |
| ۱۲۵۳۹۸ | 2001 VZ98   | ۱۵ نوامبر ۲۰۰۱ |
| ۱۲۵۳۹۹ | 2001 VB102  | ۱۲ نوامبر ۲۰۰۱ |
| ۱۲۵۴۰۰ | 2001 VE102  | ۱۲ نوامبر ۲۰۰۱ |
| ۱۲۵۴۰۱ | 2001 VK102  | ۱۲ نوامبر ۲۰۰۱ |
| ۱۲۵۴۰۲ | 2001 VU102  | ۱۲ نوامبر ۲۰۰۱ |
| ۱۲۵۴۰۳ | 2001 VH103  | ۱۲ نوامبر ۲۰۰۱ |
| ۱۲۵۴۰۴ | 2001 VN103  | ۱۲ نوامبر ۲۰۰۱ |
| ۱۲۵۴۰۵ | 2001 VT105  | ۱۲ نوامبر ۲۰۰۱ |
| ۱۲۵۴۰۶ | 2001 VU105  | ۱۲ نوامبر ۲۰۰۱ |
| ۱۲۵۴۰۷ | 2001 VV105  | ۱۲ نوامبر ۲۰۰۱ |
| ۱۲۵۴۰۸ | 2001 VP106  | ۱۲ نوامبر ۲۰۰۱ |
| ۱۲۵۴۰۹ | 2001 VR106  | ۱۲ نوامبر ۲۰۰۱ |
| ۱۲۵۴۱۰ | 2001 VW106  | ۱۲ نوامبر ۲۰۰۱ |
| ۱۲۵۴۱۱ | 2001 VK107  | ۱۲ نوامبر ۲۰۰۱ |
| ۱۲۵۴۱۲ | 2001 VJ108  | ۱۲ نوامبر ۲۰۰۱ |
| ۱۲۵۴۱۳ | 2001 VE109  | ۱۲ نوامبر ۲۰۰۱ |
| ۱۲۵۴۱۴ | 2001 VG109  | ۱۲ نوامبر ۲۰۰۱ |
| ۱۲۵۴۱۵ | 2001 VV109  | ۱۲ نوامبر ۲۰۰۱ |
| ۱۲۵۴۱۶ | 2001 VK110  | ۱۲ نوامبر ۲۰۰۱ |
| ۱۲۵۴۱۷ | 2001 VT110  | ۱۲ نوامبر ۲۰۰۱ |
| ۱۲۵۴۱۸ | 2001 VU110  | ۱۲ نوامبر ۲۰۰۱ |
| ۱۲۵۴۱۹ | 2001 VB111  | ۱۲ نوامبر ۲۰۰۱ |
| ۱۲۵۴۲۰ | 2001 VK111  | ۱۲ نوامبر ۲۰۰۱ |
| ۱۲۵۴۲۱ | 2001 VM111  | ۱۲ نوامبر ۲۰۰۱ |
| ۱۲۵۴۲۲ | 2001 VJ112  | ۱۲ نوامبر ۲۰۰۱ |
| ۱۲۵۴۲۳ | 2001 VS112  | ۱۲ نوامبر ۲۰۰۱ |
| ۱۲۵۴۲۴ | 2001 VA113  | ۱۲ نوامبر ۲۰۰۱ |
| ۱۲۵۴۲۵ | 2001 VR113  | ۱۲ نوامبر ۲۰۰۱ |
| ۱۲۵۴۲۶ | 2001 VZ113  | ۱۲ نوامبر ۲۰۰۱ |
| ۱۲۵۴۲۷ | 2001 VF114  | ۱۲ نوامبر ۲۰۰۱ |
| ۱۲۵۴۲۸ | 2001 VN114  | ۱۲ نوامبر ۲۰۰۱ |
| ۱۲۵۴۲۹ | 2001 VP114  | ۱۲ نوامبر ۲۰۰۱ |
| ۱۲۵۴۳۰ | 2001 VR114  | ۱۲ نوامبر ۲۰۰۱ |
| ۱۲۵۴۳۱ | 2001 VT114  | ۱۲ نوامبر ۲۰۰۱ |
| ۱۲۵۴۳۲ | 2001 VV114  | ۱۲ نوامبر ۲۰۰۱ |
| ۱۲۵۴۳۳ | 2001 VC115  | ۱۲ نوامبر ۲۰۰۱ |
| ۱۲۵۴۳۴ | 2001 VJ115  | ۱۲ نوامبر ۲۰۰۱ |
| ۱۲۵۴۳۵ | 2001 VM115  | ۱۲ نوامبر ۲۰۰۱ |
| ۱۲۵۴۳۶ | 2001 VQ115  | ۱۲ نوامبر ۲۰۰۱ |
| ۱۲۵۴۳۷ | 2001 VR115  | ۱۲ نوامبر ۲۰۰۱ |
| ۱۲۵۴۳۸ | 2001 VD116  | ۱۲ نوامبر ۲۰۰۱ |
| ۱۲۵۴۳۹ | 2001 VV116  | ۱۲ نوامبر ۲۰۰۱ |
| ۱۲۵۴۴۰ | 2001 VP117  | ۱۲ نوامبر ۲۰۰۱ |
| ۱۲۵۴۴۱ | 2001 VT117  | ۱۲ نوامبر ۲۰۰۱ |
| ۱۲۵۴۴۲ | 2001 VY117  | ۱۲ نوامبر ۲۰۰۱ |
| ۱۲۵۴۴۳ | 2001 VP120  | ۱۲ نوامبر ۲۰۰۱ |
| ۱۲۵۴۴۴ | 2001 VV120  | ۱۲ نوامبر ۲۰۰۱ |
| ۱۲۵۴۴۵ | 2001 VZ120  | ۱۲ نوامبر ۲۰۰۱ |
| ۱۲۵۴۴۶ | 2001 VN121  | ۱۵ نوامبر ۲۰۰۱ |
| ۱۲۵۴۴۷ | 2001 VU121  | ۱۵ نوامبر ۲۰۰۱ |
| ۱۲۵۴۴۸ | 2001 VL122  | ۱۳ نوامبر ۲۰۰۱ |
| ۱۲۵۴۴۹ | 2001 VB123  | ۱۱ نوامبر ۲۰۰۱ |
| ۱۲۵۴۵۰ | 2001 VK124  | ۹ نوامبر ۲۰۰۱  |
| ۱۲۵۴۵۱ | 2001 VW125  | ۱۴ نوامبر ۲۰۰۱ |
| ۱۲۵۴۵۱ | 2001 WK     | ۱۶ نوامبر ۲۰۰۱ |
| ۱۲۵۴۵۱ | 2001 WR     | ۱۶ نوامبر ۲۰۰۱ |
| ۱۲۵۴۵۱ | 2001 WW     | ۱۶ نوامبر ۲۰۰۱ |
| ۱۲۵۴۵۵ | 2001 WD3    | ۱۶ نوامبر ۲۰۰۱ |
| ۱۲۵۴۵۶ | 2001 WN3    | ۱۶ نوامبر ۲۰۰۱ |
| ۱۲۵۴۵۷ | 2001 WD4    | ۱۷ نوامبر ۲۰۰۱ |
| ۱۲۵۴۵۸ | 2001 WR4    | ۱۷ نوامبر ۲۰۰۱ |
| ۱۲۵۴۵۹ | 2001 WQ5    | ۲۰ نوامبر ۲۰۰۱ |
| ۱۲۵۴۶۰ | 2001 WS5    | ۲۲ نوامبر ۲۰۰۱ |
| ۱۲۵۴۶۱ | 2001 WT7    | ۱۷ نوامبر ۲۰۰۱ |
| ۱۲۵۴۶۲ | 2001 WY7    | ۱۷ نوامبر ۲۰۰۱ |
| ۱۲۵۴۶۳ | 2001 WF8    | ۱۷ نوامبر ۲۰۰۱ |
| ۱۲۵۴۶۴ | 2001 WK8    | ۱۷ نوامبر ۲۰۰۱ |
| ۱۲۵۴۶۵ | 2001 WY9    | ۱۷ نوامبر ۲۰۰۱ |
| ۱۲۵۴۶۶ | 2001 WE10   | ۱۷ نوامبر ۲۰۰۱ |
| ۱۲۵۴۶۷ | 2001 WK10   | ۱۷ نوامبر ۲۰۰۱ |
| ۱۲۵۴۶۸ | 2001 WL10   | ۱۷ نوامبر ۲۰۰۱ |
| ۱۲۵۴۶۹ | 2001 WM11   | ۱۷ نوامبر ۲۰۰۱ |
| ۱۲۵۴۷۰ | 2001 WL13   | ۱۷ نوامبر ۲۰۰۱ |
| ۱۲۵۴۷۱ | 2001 WC14   | ۱۷ نوامبر ۲۰۰۱ |
| ۱۲۵۴۷۲ | 2001 WM14   | ۲۱ نوامبر ۲۰۰۱ |
| ۱۲۵۴۷۳ | Keisaku     | ۲۰ نوامبر ۲۰۰۱ |
| ۱۲۵۴۷۴ | 2001 WR14   | ۱۷ نوامبر ۲۰۰۱ |
| ۱۲۵۴۷۵ | 2001 WA15   | ۱۸ نوامبر ۲۰۰۱ |
| ۱۲۵۴۷۶ | Frangarcia  | ۲۷ نوامبر ۲۰۰۱ |
| ۱۲۵۴۷۷ | 2001 WL16   | ۱۷ نوامبر ۲۰۰۱ |
| ۱۲۵۴۷۸ | 2001 WS16   | ۱۷ نوامبر ۲۰۰۱ |
| ۱۲۵۴۷۹ | 2001 WD17   | ۱۷ نوامبر ۲۰۰۱ |
| ۱۲۵۴۸۰ | 2001 WY17   | ۱۷ نوامبر ۲۰۰۱ |
| ۱۲۵۴۸۱ | 2001 WL19   | ۱۷ نوامبر ۲۰۰۱ |
| ۱۲۵۴۸۲ | 2001 WY19   | ۱۷ نوامبر ۲۰۰۱ |
| ۱۲۵۴۸۳ | 2001 WE20   | ۱۷ نوامبر ۲۰۰۱ |
| ۱۲۵۴۸۴ | 2001 WL20   | ۱۷ نوامبر ۲۰۰۱ |
| ۱۲۵۴۸۵ | 2001 WR20   | ۱۷ نوامبر ۲۰۰۱ |
| ۱۲۵۴۸۶ | 2001 WX23   | ۱۷ نوامبر ۲۰۰۱ |
| ۱۲۵۴۸۷ | 2001 WH25   | ۱۷ نوامبر ۲۰۰۱ |
| ۱۲۵۴۸۸ | 2001 WC26   | ۱۷ نوامبر ۲۰۰۱ |
| ۱۲۵۴۸۹ | 2001 WJ27   | ۱۷ نوامبر ۲۰۰۱ |
| ۱۲۵۴۹۰ | 2001 WC28   | ۱۷ نوامبر ۲۰۰۱ |
| ۱۲۵۴۹۱ | 2001 WJ28   | ۱۷ نوامبر ۲۰۰۱ |
| ۱۲۵۴۹۲ | 2001 WK28   | ۱۷ نوامبر ۲۰۰۱ |
| ۱۲۵۴۹۳ | 2001 WQ28   | ۱۷ نوامبر ۲۰۰۱ |
| ۱۲۵۴۹۴ | 2001 WY28   | ۱۷ نوامبر ۲۰۰۱ |
| ۱۲۵۴۹۵ | 2001 WC29   | ۱۷ نوامبر ۲۰۰۱ |
| ۱۲۵۴۹۶ | 2001 WF29   | ۱۷ نوامبر ۲۰۰۱ |
| ۱۲۵۴۹۷ | 2001 WJ29   | ۱۷ نوامبر ۲۰۰۱ |
| ۱۲۵۴۹۸ | 2001 WU30   | ۱۷ نوامبر ۲۰۰۱ |
| ۱۲۵۴۹۹ | 2001 WK31   | ۱۷ نوامبر ۲۰۰۱ |
| ۱۲۵۵۰۰ | 2001 WB32   | ۱۷ نوامبر ۲۰۰۱ |
| ۱۲۵۵۰۱ | 2001 WC32   | ۱۷ نوامبر ۲۰۰۱ |
| ۱۲۵۵۰۲ | 2001 WD32   | ۱۷ نوامبر ۲۰۰۱ |
| ۱۲۵۵۰۳ | 2001 WC34   | ۱۷ نوامبر ۲۰۰۱ |
| ۱۲۵۵۰۴ | 2001 WY34   | ۱۷ نوامبر ۲۰۰۱ |
| ۱۲۵۵۰۵ | 2001 WQ35   | ۱۷ نوامبر ۲۰۰۱ |
| ۱۲۵۵۰۶ | 2001 WS35   | ۱۷ نوامبر ۲۰۰۱ |
| ۱۲۵۵۰۷ | 2001 WX35   | ۱۷ نوامبر ۲۰۰۱ |
| ۱۲۵۵۰۸ | 2001 WG37   | ۱۷ نوامبر ۲۰۰۱ |
| ۱۲۵۵۰۹ | 2001 WQ37   | ۱۷ نوامبر ۲۰۰۱ |
| ۱۲۵۵۱۰ | 2001 WR37   | ۱۷ نوامبر ۲۰۰۱ |
| ۱۲۵۵۱۱ | 2001 WY37   | ۱۷ نوامبر ۲۰۰۱ |
| ۱۲۵۵۱۲ | 2001 WJ38   | ۱۷ نوامبر ۲۰۰۱ |
| ۱۲۵۵۱۳ | 2001 WN39   | ۱۷ نوامبر ۲۰۰۱ |
| ۱۲۵۵۱۴ | 2001 WY39   | ۱۷ نوامبر ۲۰۰۱ |
| ۱۲۵۵۱۵ | 2001 WV40   | ۱۷ نوامبر ۲۰۰۱ |
| ۱۲۵۵۱۶ | 2001 WJ41   | ۱۷ نوامبر ۲۰۰۱ |
| ۱۲۵۵۱۷ | 2001 WG43   | ۱۸ نوامبر ۲۰۰۱ |
| ۱۲۵۵۱۸ | 2001 WW44   | ۱۸ نوامبر ۲۰۰۱ |
| ۱۲۵۵۱۹ | 2001 WA46   | ۱۹ نوامبر ۲۰۰۱ |
| ۱۲۵۵۲۰ | 2001 WJ46   | ۱۹ نوامبر ۲۰۰۱ |
| ۱۲۵۵۲۱ | 2001 WY47   | ۱۹ نوامبر ۲۰۰۱ |
| ۱۲۵۵۲۲ | 2001 WG48   | ۱۹ نوامبر ۲۰۰۱ |
| ۱۲۵۵۲۳ | 2001 WH48   | ۱۹ نوامبر ۲۰۰۱ |
| ۱۲۵۵۲۴ | 2001 WK49   | ۲۵ نوامبر ۲۰۰۱ |
| ۱۲۵۵۲۵ | 2001 WH51   | ۱۹ نوامبر ۲۰۰۱ |
| ۱۲۵۵۲۶ | 2001 WD57   | ۱۹ نوامبر ۲۰۰۱ |
| ۱۲۵۵۲۷ | 2001 WU63   | ۱۹ نوامبر ۲۰۰۱ |
| ۱۲۵۵۲۸ | 2001 WB64   | ۱۹ نوامبر ۲۰۰۱ |
| ۱۲۵۵۲۹ | 2001 WH65   | ۲۰ نوامبر ۲۰۰۱ |
| ۱۲۵۵۳۰ | 2001 WF73   | ۲۰ نوامبر ۲۰۰۱ |
| ۱۲۵۵۳۱ | 2001 WH83   | ۲۰ نوامبر ۲۰۰۱ |
| ۱۲۵۵۳۲ | 2001 WR84   | ۲۰ نوامبر ۲۰۰۱ |
| ۱۲۵۵۳۳ | 2001 WK85   | ۲۰ نوامبر ۲۰۰۱ |
| ۱۲۵۵۳۴ | 2001 WO85   | ۲۰ نوامبر ۲۰۰۱ |
| ۱۲۵۵۳۵ | 2001 WK86   | ۲۰ نوامبر ۲۰۰۱ |
| ۱۲۵۵۳۶ | 2001 WB88   | ۱۹ نوامبر ۲۰۰۱ |
| ۱۲۵۵۳۷ | 2001 WQ88   | ۱۹ نوامبر ۲۰۰۱ |
| ۱۲۵۵۳۸ | 2001 WK89   | ۲۰ نوامبر ۲۰۰۱ |
| ۱۲۵۵۳۹ | 2001 WN90   | ۲۱ نوامبر ۲۰۰۱ |
| ۱۲۵۵۴۰ | 2001 WO90   | ۲۱ نوامبر ۲۰۰۱ |
| ۱۲۵۵۴۱ | 2001 WQ90   | ۲۱ نوامبر ۲۰۰۱ |
| ۱۲۵۵۴۲ | 2001 WU91   | ۲۱ نوامبر ۲۰۰۱ |
| ۱۲۵۵۴۳ | 2001 WW92   | ۲۱ نوامبر ۲۰۰۱ |
| ۱۲۵۵۴۴ | 2001 WW98   | ۱۹ نوامبر ۲۰۰۱ |
| ۱۲۵۵۴۵ | 2001 WC100  | ۲۴ نوامبر ۲۰۰۱ |
| ۱۲۵۵۴۵ | 2001 XN     | ۴ دسامبر ۲۰۰۱  |
| ۱۲۵۵۴۷ | 2001 XJ3    | ۸ دسامبر ۲۰۰۱  |
| ۱۲۵۵۴۸ | 2001 XA4    | ۹ دسامبر ۲۰۰۱  |
| ۱۲۵۵۴۹ | 2001 XC4    | ۹ دسامبر ۲۰۰۱  |
| ۱۲۵۵۵۰ | 2001 XY5    | ۷ دسامبر ۲۰۰۱  |
| ۱۲۵۵۵۱ | 2001 XA6    | ۷ دسامبر ۲۰۰۱  |
| ۱۲۵۵۵۲ | 2001 XY6    | ۱۱ دسامبر ۲۰۰۱ |
| ۱۲۵۵۵۳ | 2001 XO7    | ۸ دسامبر ۲۰۰۱  |
| ۱۲۵۵۵۴ | 2001 XU9    | ۹ دسامبر ۲۰۰۱  |
| ۱۲۵۵۵۵ | 2001 XW9    | ۹ دسامبر ۲۰۰۱  |
| ۱۲۵۵۵۶ | 2001 XJ10   | ۹ دسامبر ۲۰۰۱  |
| ۱۲۵۵۵۷ | 2001 XU12   | ۹ دسامبر ۲۰۰۱  |
| ۱۲۵۵۵۸ | 2001 XM13   | ۹ دسامبر ۲۰۰۱  |
| ۱۲۵۵۵۹ | 2001 XN13   | ۹ دسامبر ۲۰۰۱  |
| ۱۲۵۵۶۰ | 2001 XS13   | ۹ دسامبر ۲۰۰۱  |
| ۱۲۵۵۶۱ | 2001 XN14   | ۹ دسامبر ۲۰۰۱  |
| ۱۲۵۵۶۲ | 2001 XP14   | ۹ دسامبر ۲۰۰۱  |
| ۱۲۵۵۶۳ | 2001 XH15   | ۱۰ دسامبر ۲۰۰۱ |
| ۱۲۵۵۶۴ | 2001 XV15   | ۱۰ دسامبر ۲۰۰۱ |
| ۱۲۵۵۶۵ | 2001 XQ16   | ۱۱ دسامبر ۲۰۰۱ |
| ۱۲۵۵۶۶ | 2001 XJ17   | ۹ دسامبر ۲۰۰۱  |
| ۱۲۵۵۶۷ | 2001 XT17   | ۹ دسامبر ۲۰۰۱  |
| ۱۲۵۵۶۸ | 2001 XF18   | ۹ دسامبر ۲۰۰۱  |
| ۱۲۵۵۶۹ | 2001 XG18   | ۹ دسامبر ۲۰۰۱  |
| ۱۲۵۵۷۰ | 2001 XE19   | ۹ دسامبر ۲۰۰۱  |
| ۱۲۵۵۷۱ | 2001 XL19   | ۹ دسامبر ۲۰۰۱  |
| ۱۲۵۵۷۲ | 2001 XN19   | ۹ دسامبر ۲۰۰۱  |
| ۱۲۵۵۷۳ | 2001 XR19   | ۹ دسامبر ۲۰۰۱  |
| ۱۲۵۵۷۴ | 2001 XZ19   | ۹ دسامبر ۲۰۰۱  |
| ۱۲۵۵۷۵ | 2001 XU20   | ۹ دسامبر ۲۰۰۱  |
| ۱۲۵۵۷۶ | 2001 XQ21   | ۹ دسامبر ۲۰۰۱  |
| ۱۲۵۵۷۷ | 2001 XW22   | ۹ دسامبر ۲۰۰۱  |
| ۱۲۵۵۷۸ | 2001 XW23   | ۹ دسامبر ۲۰۰۱  |
| ۱۲۵۵۷۹ | 2001 XT24   | ۱۰ دسامبر ۲۰۰۱ |
| ۱۲۵۵۸۰ | 2001 XA25   | ۱۰ دسامبر ۲۰۰۱ |
| ۱۲۵۵۸۱ | 2001 XG25   | ۱۰ دسامبر ۲۰۰۱ |
| ۱۲۵۵۸۲ | 2001 XQ25   | ۱۰ دسامبر ۲۰۰۱ |
| ۱۲۵۵۸۳ | 2001 XB26   | ۱۰ دسامبر ۲۰۰۱ |
| ۱۲۵۵۸۴ | 2001 XU26   | ۱۰ دسامبر ۲۰۰۱ |
| ۱۲۵۵۸۵ | 2001 XN27   | ۱۰ دسامبر ۲۰۰۱ |
| ۱۲۵۵۸۶ | 2001 XF29   | ۱۱ دسامبر ۲۰۰۱ |
| ۱۲۵۵۸۷ | 2001 XL29   | ۱۱ دسامبر ۲۰۰۱ |
| ۱۲۵۵۸۸ | 2001 XT29   | ۱۱ دسامبر ۲۰۰۱ |
| ۱۲۵۵۸۹ | 2001 XS31   | ۱۴ دسامبر ۲۰۰۱ |
| ۱۲۵۵۹۰ | 2001 XT31   | ۱۴ دسامبر ۲۰۰۱ |
| ۱۲۵۵۹۱ | 2001 XA33   | ۱۰ دسامبر ۲۰۰۱ |
| ۱۲۵۵۹۲ | Buthiers    | ۱۵ دسامبر ۲۰۰۱ |
| ۱۲۵۵۹۳ | 2001 XU34   | ۹ دسامبر ۲۰۰۱  |
| ۱۲۵۵۹۴ | 2001 XB40   | ۹ دسامبر ۲۰۰۱  |
| ۱۲۵۵۹۵ | 2001 XG41   | ۹ دسامبر ۲۰۰۱  |
| ۱۲۵۵۹۶ | 2001 XL44   | ۹ دسامبر ۲۰۰۱  |
| ۱۲۵۵۹۷ | 2001 XW44   | ۹ دسامبر ۲۰۰۱  |
| ۱۲۵۵۹۸ | 2001 XF45   | ۹ دسامبر ۲۰۰۱  |
| ۱۲۵۵۹۹ | 2001 XM45   | ۹ دسامبر ۲۰۰۱  |
| ۱۲۵۶۰۰ | 2001 XB46   | ۹ دسامبر ۲۰۰۱  |
| ۱۲۵۶۰۱ | 2001 XB47   | ۹ دسامبر ۲۰۰۱  |
| ۱۲۵۶۰۲ | 2001 XH47   | ۹ دسامبر ۲۰۰۱  |
| ۱۲۵۶۰۳ | 2001 XX47   | ۹ دسامبر ۲۰۰۱  |
| ۱۲۵۶۰۴ | 2001 XJ48   | ۱۰ دسامبر ۲۰۰۱ |
| ۱۲۵۶۰۵ | 2001 XK49   | ۱۰ دسامبر ۲۰۰۱ |
| ۱۲۵۶۰۶ | 2001 XS50   | ۱۰ دسامبر ۲۰۰۱ |
| ۱۲۵۶۰۷ | 2001 XU50   | ۱۰ دسامبر ۲۰۰۱ |
| ۱۲۵۶۰۸ | 2001 XX50   | ۱۰ دسامبر ۲۰۰۱ |
| ۱۲۵۶۰۹ | 2001 XS51   | ۱۰ دسامبر ۲۰۰۱ |
| ۱۲۵۶۱۰ | 2001 XW51   | ۱۰ دسامبر ۲۰۰۱ |
| ۱۲۵۶۱۱ | 2001 XJ52   | ۱۰ دسامبر ۲۰۰۱ |
| ۱۲۵۶۱۲ | 2001 XX52   | ۱۰ دسامبر ۲۰۰۱ |
| ۱۲۵۶۱۳ | 2001 XP53   | ۱۰ دسامبر ۲۰۰۱ |
| ۱۲۵۶۱۴ | 2001 XN54   | ۱۰ دسامبر ۲۰۰۱ |
| ۱۲۵۶۱۵ | 2001 XT54   | ۱۰ دسامبر ۲۰۰۱ |
| ۱۲۵۶۱۶ | 2001 XU54   | ۱۰ دسامبر ۲۰۰۱ |
| ۱۲۵۶۱۷ | 2001 XX54   | ۱۱ دسامبر ۲۰۰۱ |
| ۱۲۵۶۱۸ | 2001 XE55   | ۱۰ دسامبر ۲۰۰۱ |
| ۱۲۵۶۱۹ | 2001 XL55   | ۱۰ دسامبر ۲۰۰۱ |
| ۱۲۵۶۲۰ | 2001 XH56   | ۱۰ دسامبر ۲۰۰۱ |
| ۱۲۵۶۲۱ | 2001 XW56   | ۱۰ دسامبر ۲۰۰۱ |
| ۱۲۵۶۲۲ | 2001 XE57   | ۱۰ دسامبر ۲۰۰۱ |
| ۱۲۵۶۲۳ | 2001 XZ57   | ۱۰ دسامبر ۲۰۰۱ |
| ۱۲۵۶۲۴ | 2001 XN58   | ۱۰ دسامبر ۲۰۰۱ |
| ۱۲۵۶۲۵ | 2001 XO58   | ۱۰ دسامبر ۲۰۰۱ |
| ۱۲۵۶۲۶ | 2001 XU58   | ۱۰ دسامبر ۲۰۰۱ |
| ۱۲۵۶۲۷ | 2001 XY58   | ۱۰ دسامبر ۲۰۰۱ |
| ۱۲۵۶۲۸ | 2001 XD59   | ۱۰ دسامبر ۲۰۰۱ |
| ۱۲۵۶۲۹ | 2001 XF59   | ۱۰ دسامبر ۲۰۰۱ |
| ۱۲۵۶۳۰ | 2001 XH59   | ۱۰ دسامبر ۲۰۰۱ |
| ۱۲۵۶۳۱ | 2001 XS59   | ۱۰ دسامبر ۲۰۰۱ |
| ۱۲۵۶۳۲ | 2001 XV59   | ۱۰ دسامبر ۲۰۰۱ |
| ۱۲۵۶۳۳ | 2001 XY59   | ۱۰ دسامبر ۲۰۰۱ |
| ۱۲۵۶۳۴ | 2001 XA60   | ۱۰ دسامبر ۲۰۰۱ |
| ۱۲۵۶۳۵ | 2001 XN60   | ۱۰ دسامبر ۲۰۰۱ |
| ۱۲۵۶۳۶ | 2001 XP60   | ۱۰ دسامبر ۲۰۰۱ |
| ۱۲۵۶۳۷ | 2001 XK61   | ۱۰ دسامبر ۲۰۰۱ |
| ۱۲۵۶۳۸ | 2001 XQ61   | ۱۰ دسامبر ۲۰۰۱ |
| ۱۲۵۶۳۹ | 2001 XZ61   | ۱۰ دسامبر ۲۰۰۱ |
| ۱۲۵۶۴۰ | 2001 XC63   | ۱۰ دسامبر ۲۰۰۱ |
| ۱۲۵۶۴۱ | 2001 XO63   | ۱۰ دسامبر ۲۰۰۱ |
| ۱۲۵۶۴۲ | 2001 XX63   | ۱۰ دسامبر ۲۰۰۱ |
| ۱۲۵۶۴۳ | 2001 XV64   | ۱۰ دسامبر ۲۰۰۱ |
| ۱۲۵۶۴۴ | 2001 XN65   | ۱۰ دسامبر ۲۰۰۱ |
| ۱۲۵۶۴۵ | 2001 XT65   | ۱۰ دسامبر ۲۰۰۱ |
| ۱۲۵۶۴۶ | 2001 XC66   | ۱۰ دسامبر ۲۰۰۱ |
| ۱۲۵۶۴۷ | 2001 XR66   | ۱۰ دسامبر ۲۰۰۱ |
| ۱۲۵۶۴۸ | 2001 XS66   | ۱۰ دسامبر ۲۰۰۱ |
| ۱۲۵۶۴۹ | 2001 XW66   | ۱۰ دسامبر ۲۰۰۱ |
| ۱۲۵۶۵۰ | 2001 XV68   | ۱۱ دسامبر ۲۰۰۱ |
| ۱۲۵۶۵۱ | 2001 XX68   | ۱۱ دسامبر ۲۰۰۱ |
| ۱۲۵۶۵۲ | 2001 XK69   | ۱۱ دسامبر ۲۰۰۱ |
| ۱۲۵۶۵۳ | 2001 XX69   | ۱۱ دسامبر ۲۰۰۱ |
| ۱۲۵۶۵۴ | 2001 XY69   | ۱۱ دسامبر ۲۰۰۱ |
| ۱۲۵۶۵۵ | 2001 XC70   | ۱۱ دسامبر ۲۰۰۱ |
| ۱۲۵۶۵۶ | 2001 XN70   | ۱۱ دسامبر ۲۰۰۱ |
| ۱۲۵۶۵۷ | 2001 XP70   | ۱۱ دسامبر ۲۰۰۱ |
| ۱۲۵۶۵۸ | 2001 XB71   | ۱۱ دسامبر ۲۰۰۱ |
| ۱۲۵۶۵۹ | 2001 XG71   | ۱۱ دسامبر ۲۰۰۱ |
| ۱۲۵۶۶۰ | 2001 XL71   | ۱۱ دسامبر ۲۰۰۱ |
| ۱۲۵۶۶۱ | 2001 XN72   | ۱۱ دسامبر ۲۰۰۱ |
| ۱۲۵۶۶۲ | 2001 XN73   | ۱۱ دسامبر ۲۰۰۱ |
| ۱۲۵۶۶۳ | 2001 XR73   | ۱۱ دسامبر ۲۰۰۱ |
| ۱۲۵۶۶۴ | 2001 XG75   | ۱۱ دسامبر ۲۰۰۱ |
| ۱۲۵۶۶۵ | 2001 XG76   | ۱۱ دسامبر ۲۰۰۱ |
| ۱۲۵۶۶۶ | 2001 XN76   | ۱۱ دسامبر ۲۰۰۱ |
| ۱۲۵۶۶۷ | 2001 XG77   | ۱۱ دسامبر ۲۰۰۱ |
| ۱۲۵۶۶۸ | 2001 XL77   | ۱۱ دسامبر ۲۰۰۱ |
| ۱۲۵۶۶۹ | 2001 XQ77   | ۱۱ دسامبر ۲۰۰۱ |
| ۱۲۵۶۷۰ | 2001 XX77   | ۱۱ دسامبر ۲۰۰۱ |
| ۱۲۵۶۷۱ | 2001 XP78   | ۱۱ دسامبر ۲۰۰۱ |
| ۱۲۵۶۷۲ | 2001 XU78   | ۱۱ دسامبر ۲۰۰۱ |
| ۱۲۵۶۷۳ | 2001 XY79   | ۱۱ دسامبر ۲۰۰۱ |
| ۱۲۵۶۷۴ | 2001 XV80   | ۱۱ دسامبر ۲۰۰۱ |
| ۱۲۵۶۷۵ | 2001 XB81   | ۱۱ دسامبر ۲۰۰۱ |
| ۱۲۵۶۷۶ | 2001 XE81   | ۱۱ دسامبر ۲۰۰۱ |
| ۱۲۵۶۷۷ | 2001 XU81   | ۱۱ دسامبر ۲۰۰۱ |
| ۱۲۵۶۷۸ | 2001 XZ81   | ۱۱ دسامبر ۲۰۰۱ |
| ۱۲۵۶۷۹ | 2001 XR82   | ۱۱ دسامبر ۲۰۰۱ |
| ۱۲۵۶۸۰ | 2001 XA83   | ۱۱ دسامبر ۲۰۰۱ |
| ۱۲۵۶۸۱ | 2001 XM83   | ۱۱ دسامبر ۲۰۰۱ |
| ۱۲۵۶۸۲ | 2001 XV83   | ۱۱ دسامبر ۲۰۰۱ |
| ۱۲۵۶۸۳ | 2001 XF84   | ۱۱ دسامبر ۲۰۰۱ |
| ۱۲۵۶۸۴ | 2001 XZ84   | ۱۱ دسامبر ۲۰۰۱ |
| ۱۲۵۶۸۵ | 2001 XX85   | ۱۱ دسامبر ۲۰۰۱ |
| ۱۲۵۶۸۶ | 2001 XB87   | ۱۱ دسامبر ۲۰۰۱ |
| ۱۲۵۶۸۷ | 2001 XQ87   | ۱۳ دسامبر ۲۰۰۱ |
| ۱۲۵۶۸۸ | 2001 XT88   | ۱۳ دسامبر ۲۰۰۱ |
| ۱۲۵۶۸۹ | 2001 XX88   | ۱۰ دسامبر ۲۰۰۱ |
| ۱۲۵۶۹۰ | 2001 XE89   | ۱۰ دسامبر ۲۰۰۱ |
| ۱۲۵۶۹۱ | 2001 XK89   | ۱۰ دسامبر ۲۰۰۱ |
| ۱۲۵۶۹۲ | 2001 XM89   | ۱۰ دسامبر ۲۰۰۱ |
| ۱۲۵۶۹۳ | 2001 XT89   | ۱۰ دسامبر ۲۰۰۱ |
| ۱۲۵۶۹۴ | 2001 XD90   | ۱۰ دسامبر ۲۰۰۱ |
| ۱۲۵۶۹۵ | 2001 XF92   | ۱۰ دسامبر ۲۰۰۱ |
| ۱۲۵۶۹۶ | 2001 XG92   | ۱۰ دسامبر ۲۰۰۱ |
| ۱۲۵۶۹۷ | 2001 XJ92   | ۱۰ دسامبر ۲۰۰۱ |
| ۱۲۵۶۹۸ | 2001 XT93   | ۱۰ دسامبر ۲۰۰۱ |
| ۱۲۵۶۹۹ | 2001 XU93   | ۱۰ دسامبر ۲۰۰۱ |
| ۱۲۵۷۰۰ | 2001 XN94   | ۱۰ دسامبر ۲۰۰۱ |
| ۱۲۵۷۰۱ | 2001 XT94   | ۱۰ دسامبر ۲۰۰۱ |
| ۱۲۵۷۰۲ | 2001 XS96   | ۱۰ دسامبر ۲۰۰۱ |
| ۱۲۵۷۰۳ | 2001 XY96   | ۱۰ دسامبر ۲۰۰۱ |
| ۱۲۵۷۰۴ | 2001 XB97   | ۱۰ دسامبر ۲۰۰۱ |
| ۱۲۵۷۰۵ | 2001 XD97   | ۱۰ دسامبر ۲۰۰۱ |
| ۱۲۵۷۰۶ | 2001 XZ97   | ۱۰ دسامبر ۲۰۰۱ |
| ۱۲۵۷۰۷ | 2001 XZ98   | ۱۰ دسامبر ۲۰۰۱ |
| ۱۲۵۷۰۸ | 2001 XD99   | ۱۰ دسامبر ۲۰۰۱ |
| ۱۲۵۷۰۹ | 2001 XG99   | ۱۰ دسامبر ۲۰۰۱ |
| ۱۲۵۷۱۰ | 2001 XJ99   | ۱۰ دسامبر ۲۰۰۱ |
| ۱۲۵۷۱۱ | 2001 XG100  | ۱۰ دسامبر ۲۰۰۱ |
| ۱۲۵۷۱۲ | 2001 XO100  | ۱۰ دسامبر ۲۰۰۱ |
| ۱۲۵۷۱۳ | 2001 XP100  | ۱۰ دسامبر ۲۰۰۱ |
| ۱۲۵۷۱۴ | 2001 XS100  | ۱۰ دسامبر ۲۰۰۱ |
| ۱۲۵۷۱۵ | 2001 XZ100  | ۱۰ دسامبر ۲۰۰۱ |
| ۱۲۵۷۱۶ | 2001 XT101  | ۱۰ دسامبر ۲۰۰۱ |
| ۱۲۵۷۱۷ | 2001 XU101  | ۱۰ دسامبر ۲۰۰۱ |
| ۱۲۵۷۱۸ | Jemasalomon | ۱۵ دسامبر ۲۰۰۱ |
| ۱۲۵۷۱۹ | 2001 XQ105  | ۱۴ دسامبر ۲۰۰۱ |
| ۱۲۵۷۲۰ | 2001 XK106  | ۱۰ دسامبر ۲۰۰۱ |
| ۱۲۵۷۲۱ | 2001 XS106  | ۱۰ دسامبر ۲۰۰۱ |
| ۱۲۵۷۲۲ | 2001 XL107  | ۱۰ دسامبر ۲۰۰۱ |
| ۱۲۵۷۲۳ | 2001 XA108  | ۱۰ دسامبر ۲۰۰۱ |
| ۱۲۵۷۲۴ | 2001 XK108  | ۱۰ دسامبر ۲۰۰۱ |
| ۱۲۵۷۲۵ | 2001 XA109  | ۱۰ دسامبر ۲۰۰۱ |
| ۱۲۵۷۲۶ | 2001 XQ110  | ۱۱ دسامبر ۲۰۰۱ |
| ۱۲۵۷۲۷ | 2001 XC111  | ۱۱ دسامبر ۲۰۰۱ |
| ۱۲۵۷۲۸ | 2001 XJ111  | ۱۱ دسامبر ۲۰۰۱ |
| ۱۲۵۷۲۹ | 2001 XM111  | ۱۱ دسامبر ۲۰۰۱ |
| ۱۲۵۷۳۰ | 2001 XV111  | ۱۱ دسامبر ۲۰۰۱ |
| ۱۲۵۷۳۱ | 2001 XK112  | ۱۱ دسامبر ۲۰۰۱ |
| ۱۲۵۷۳۲ | 2001 XN112  | ۱۱ دسامبر ۲۰۰۱ |
| ۱۲۵۷۳۳ | 2001 XO113  | ۱۱ دسامبر ۲۰۰۱ |
| ۱۲۵۷۳۴ | 2001 XZ114  | ۱۳ دسامبر ۲۰۰۱ |
| ۱۲۵۷۳۵ | 2001 XD115  | ۱۳ دسامبر ۲۰۰۱ |
| ۱۲۵۷۳۶ | 2001 XJ115  | ۱۳ دسامبر ۲۰۰۱ |
| ۱۲۵۷۳۷ | 2001 XB116  | ۱۳ دسامبر ۲۰۰۱ |
| ۱۲۵۷۳۸ | 2001 XE116  | ۱۳ دسامبر ۲۰۰۱ |
| ۱۲۵۷۳۹ | 2001 XH116  | ۱۳ دسامبر ۲۰۰۱ |
| ۱۲۵۷۴۰ | 2001 XD117  | ۱۳ دسامبر ۲۰۰۱ |
| ۱۲۵۷۴۱ | 2001 XG117  | ۱۳ دسامبر ۲۰۰۱ |
| ۱۲۵۷۴۲ | 2001 XT117  | ۱۳ دسامبر ۲۰۰۱ |
| ۱۲۵۷۴۳ | 2001 XE118  | ۱۳ دسامبر ۲۰۰۱ |
| ۱۲۵۷۴۴ | 2001 XY118  | ۱۳ دسامبر ۲۰۰۱ |
| ۱۲۵۷۴۵ | 2001 XF119  | ۱۳ دسامبر ۲۰۰۱ |
| ۱۲۵۷۴۶ | 2001 XJ119  | ۱۳ دسامبر ۲۰۰۱ |
| ۱۲۵۷۴۷ | 2001 XT120  | ۱۴ دسامبر ۲۰۰۱ |
| ۱۲۵۷۴۸ | 2001 XH121  | ۱۴ دسامبر ۲۰۰۱ |
| ۱۲۵۷۴۹ | 2001 XT121  | ۱۴ دسامبر ۲۰۰۱ |
| ۱۲۵۷۵۰ | 2001 XJ122  | ۱۴ دسامبر ۲۰۰۱ |
| ۱۲۵۷۵۱ | 2001 XQ122  | ۱۴ دسامبر ۲۰۰۱ |
| ۱۲۵۷۵۲ | 2001 XD123  | ۱۴ دسامبر ۲۰۰۱ |
| ۱۲۵۷۵۳ | 2001 XX123  | ۱۴ دسامبر ۲۰۰۱ |
| ۱۲۵۷۵۴ | 2001 XG127  | ۱۴ دسامبر ۲۰۰۱ |
| ۱۲۵۷۵۵ | 2001 XY127  | ۱۴ دسامبر ۲۰۰۱ |
| ۱۲۵۷۵۶ | 2001 XU128  | ۱۴ دسامبر ۲۰۰۱ |
| ۱۲۵۷۵۷ | 2001 XA129  | ۱۴ دسامبر ۲۰۰۱ |
| ۱۲۵۷۵۸ | 2001 XY129  | ۱۴ دسامبر ۲۰۰۱ |
| ۱۲۵۷۵۹ | 2001 XH130  | ۱۴ دسامبر ۲۰۰۱ |
| ۱۲۵۷۶۰ | 2001 XN131  | ۱۴ دسامبر ۲۰۰۱ |
| ۱۲۵۷۶۱ | 2001 XQ131  | ۱۴ دسامبر ۲۰۰۱ |
| ۱۲۵۷۶۲ | 2001 XY134  | ۱۴ دسامبر ۲۰۰۱ |
| ۱۲۵۷۶۳ | 2001 XC136  | ۱۴ دسامبر ۲۰۰۱ |
| ۱۲۵۷۶۴ | 2001 XG136  | ۱۴ دسامبر ۲۰۰۱ |
| ۱۲۵۷۶۵ | 2001 XO136  | ۱۴ دسامبر ۲۰۰۱ |
| ۱۲۵۷۶۶ | 2001 XS136  | ۱۴ دسامبر ۲۰۰۱ |
| ۱۲۵۷۶۷ | 2001 XZ136  | ۱۴ دسامبر ۲۰۰۱ |
| ۱۲۵۷۶۸ | 2001 XD137  | ۱۴ دسامبر ۲۰۰۱ |
| ۱۲۵۷۶۹ | 2001 XY137  | ۱۴ دسامبر ۲۰۰۱ |
| ۱۲۵۷۷۰ | 2001 XA138  | ۱۴ دسامبر ۲۰۰۱ |
| ۱۲۵۷۷۱ | 2001 XM138  | ۱۴ دسامبر ۲۰۰۱ |
| ۱۲۵۷۷۲ | 2001 XY138  | ۱۴ دسامبر ۲۰۰۱ |
| ۱۲۵۷۷۳ | 2001 XA140  | ۱۴ دسامبر ۲۰۰۱ |
| ۱۲۵۷۷۴ | 2001 XJ140  | ۱۴ دسامبر ۲۰۰۱ |
| ۱۲۵۷۷۵ | 2001 XQ140  | ۱۴ دسامبر ۲۰۰۱ |
| ۱۲۵۷۷۶ | 2001 XX140  | ۱۴ دسامبر ۲۰۰۱ |
| ۱۲۵۷۷۷ | 2001 XV143  | ۱۴ دسامبر ۲۰۰۱ |
| ۱۲۵۷۷۸ | 2001 XV144  | ۱۴ دسامبر ۲۰۰۱ |
| ۱۲۵۷۷۹ | 2001 XL145  | ۱۴ دسامبر ۲۰۰۱ |
| ۱۲۵۷۸۰ | 2001 XM145  | ۱۴ دسامبر ۲۰۰۱ |
| ۱۲۵۷۸۱ | 2001 XO145  | ۱۴ دسامبر ۲۰۰۱ |
| ۱۲۵۷۸۲ | 2001 XW146  | ۱۴ دسامبر ۲۰۰۱ |
| ۱۲۵۷۸۳ | 2001 XD147  | ۱۴ دسامبر ۲۰۰۱ |
| ۱۲۵۷۸۴ | 2001 XZ147  | ۱۴ دسامبر ۲۰۰۱ |
| ۱۲۵۷۸۵ | 2001 XX148  | ۱۴ دسامبر ۲۰۰۱ |
| ۱۲۵۷۸۶ | 2001 XR150  | ۱۴ دسامبر ۲۰۰۱ |
| ۱۲۵۷۸۷ | 2001 XY150  | ۱۴ دسامبر ۲۰۰۱ |
| ۱۲۵۷۸۸ | 2001 XH151  | ۱۴ دسامبر ۲۰۰۱ |
| ۱۲۵۷۸۹ | 2001 XY151  | ۱۴ دسامبر ۲۰۰۱ |
| ۱۲۵۷۹۰ | 2001 XB152  | ۱۴ دسامبر ۲۰۰۱ |
| ۱۲۵۷۹۱ | 2001 XJ152  | ۱۴ دسامبر ۲۰۰۱ |
| ۱۲۵۷۹۲ | 2001 XL152  | ۱۴ دسامبر ۲۰۰۱ |
| ۱۲۵۷۹۳ | 2001 XC153  | ۱۴ دسامبر ۲۰۰۱ |
| ۱۲۵۷۹۴ | 2001 XV153  | ۱۴ دسامبر ۲۰۰۱ |
| ۱۲۵۷۹۵ | 2001 XW153  | ۱۴ دسامبر ۲۰۰۱ |
| ۱۲۵۷۹۶ | 2001 XH154  | ۱۴ دسامبر ۲۰۰۱ |
| ۱۲۵۷۹۷ | 2001 XN155  | ۱۴ دسامبر ۲۰۰۱ |
| ۱۲۵۷۹۸ | 2001 XY155  | ۱۴ دسامبر ۲۰۰۱ |
| ۱۲۵۷۹۹ | 2001 XU156  | ۱۴ دسامبر ۲۰۰۱ |
| ۱۲۵۸۰۰ | 2001 XX156  | ۱۴ دسامبر ۲۰۰۱ |
| ۱۲۵۸۰۱ | 2001 XO157  | ۱۴ دسامبر ۲۰۰۱ |
| ۱۲۵۸۰۲ | 2001 XS157  | ۱۴ دسامبر ۲۰۰۱ |
| ۱۲۵۸۰۳ | 2001 XF158  | ۱۴ دسامبر ۲۰۰۱ |
| ۱۲۵۸۰۴ | 2001 XQ158  | ۱۴ دسامبر ۲۰۰۱ |
| ۱۲۵۸۰۵ | 2001 XR158  | ۱۴ دسامبر ۲۰۰۱ |
| ۱۲۵۸۰۶ | 2001 XC159  | ۱۴ دسامبر ۲۰۰۱ |
| ۱۲۵۸۰۷ | 2001 XB160  | ۱۴ دسامبر ۲۰۰۱ |
| ۱۲۵۸۰۸ | 2001 XR160  | ۱۴ دسامبر ۲۰۰۱ |
| ۱۲۵۸۰۹ | 2001 XA161  | ۱۴ دسامبر ۲۰۰۱ |
| ۱۲۵۸۱۰ | 2001 XF162  | ۱۴ دسامبر ۲۰۰۱ |
| ۱۲۵۸۱۱ | 2001 XP162  | ۱۴ دسامبر ۲۰۰۱ |
| ۱۲۵۸۱۲ | 2001 XD163  | ۱۴ دسامبر ۲۰۰۱ |
| ۱۲۵۸۱۳ | 2001 XN164  | ۱۴ دسامبر ۲۰۰۱ |
| ۱۲۵۸۱۴ | 2001 XQ164  | ۱۴ دسامبر ۲۰۰۱ |
| ۱۲۵۸۱۵ | 2001 XD165  | ۱۴ دسامبر ۲۰۰۱ |
| ۱۲۵۸۱۶ | 2001 XC166  | ۱۴ دسامبر ۲۰۰۱ |
| ۱۲۵۸۱۷ | 2001 XO167  | ۱۴ دسامبر ۲۰۰۱ |
| ۱۲۵۸۱۸ | 2001 XL168  | ۱۴ دسامبر ۲۰۰۱ |
| ۱۲۵۸۱۹ | 2001 XO169  | ۱۴ دسامبر ۲۰۰۱ |
| ۱۲۵۸۲۰ | 2001 XO170  | ۱۴ دسامبر ۲۰۰۱ |
| ۱۲۵۸۲۱ | 2001 XU170  | ۱۴ دسامبر ۲۰۰۱ |
| ۱۲۵۸۲۲ | 2001 XB171  | ۱۴ دسامبر ۲۰۰۱ |
| ۱۲۵۸۲۳ | 2001 XD172  | ۱۴ دسامبر ۲۰۰۱ |
| ۱۲۵۸۲۴ | 2001 XP172  | ۱۴ دسامبر ۲۰۰۱ |
| ۱۲۵۸۲۵ | 2001 XQ173  | ۱۴ دسامبر ۲۰۰۱ |
| ۱۲۵۸۲۶ | 2001 XU173  | ۱۴ دسامبر ۲۰۰۱ |
| ۱۲۵۸۲۷ | 2001 XP174  | ۱۴ دسامبر ۲۰۰۱ |
| ۱۲۵۸۲۸ | 2001 XT174  | ۱۴ دسامبر ۲۰۰۱ |
| ۱۲۵۸۲۹ | 2001 XW174  | ۱۴ دسامبر ۲۰۰۱ |
| ۱۲۵۸۳۰ | 2001 XG175  | ۱۴ دسامبر ۲۰۰۱ |
| ۱۲۵۸۳۱ | 2001 XU176  | ۱۴ دسامبر ۲۰۰۱ |
| ۱۲۵۸۳۲ | 2001 XG177  | ۱۴ دسامبر ۲۰۰۱ |
| ۱۲۵۸۳۳ | 2001 XW179  | ۱۴ دسامبر ۲۰۰۱ |
| ۱۲۵۸۳۴ | 2001 XA180  | ۱۴ دسامبر ۲۰۰۱ |
| ۱۲۵۸۳۵ | 2001 XJ180  | ۱۴ دسامبر ۲۰۰۱ |
| ۱۲۵۸۳۶ | 2001 XL180  | ۱۴ دسامبر ۲۰۰۱ |
| ۱۲۵۸۳۷ | 2001 XZ180  | ۱۴ دسامبر ۲۰۰۱ |
| ۱۲۵۸۳۸ | 2001 XC181  | ۱۴ دسامبر ۲۰۰۱ |
| ۱۲۵۸۳۹ | 2001 XX181  | ۱۴ دسامبر ۲۰۰۱ |
| ۱۲۵۸۴۰ | 2001 XB182  | ۱۴ دسامبر ۲۰۰۱ |
| ۱۲۵۸۴۱ | 2001 XO182  | ۱۴ دسامبر ۲۰۰۱ |
| ۱۲۵۸۴۲ | 2001 XQ182  | ۱۴ دسامبر ۲۰۰۱ |
| ۱۲۵۸۴۳ | 2001 XD183  | ۱۴ دسامبر ۲۰۰۱ |
| ۱۲۵۸۴۴ | 2001 XF183  | ۱۴ دسامبر ۲۰۰۱ |
| ۱۲۵۸۴۵ | 2001 XO183  | ۱۴ دسامبر ۲۰۰۱ |
| ۱۲۵۸۴۶ | 2001 XR183  | ۱۴ دسامبر ۲۰۰۱ |
| ۱۲۵۸۴۷ | 2001 XT183  | ۱۴ دسامبر ۲۰۰۱ |
| ۱۲۵۸۴۸ | 2001 XE184  | ۱۴ دسامبر ۲۰۰۱ |
| ۱۲۵۸۴۹ | 2001 XH184  | ۱۴ دسامبر ۲۰۰۱ |
| ۱۲۵۸۵۰ | 2001 XM184  | ۱۴ دسامبر ۲۰۰۱ |
| ۱۲۵۸۵۱ | 2001 XC185  | ۱۴ دسامبر ۲۰۰۱ |
| ۱۲۵۸۵۲ | 2001 XF186  | ۱۴ دسامبر ۲۰۰۱ |
| ۱۲۵۸۵۳ | 2001 XC187  | ۱۴ دسامبر ۲۰۰۱ |
| ۱۲۵۸۵۴ | 2001 XN187  | ۱۴ دسامبر ۲۰۰۱ |
| ۱۲۵۸۵۵ | 2001 XS187  | ۱۴ دسامبر ۲۰۰۱ |
| ۱۲۵۸۵۶ | 2001 XR188  | ۱۴ دسامبر ۲۰۰۱ |
| ۱۲۵۸۵۷ | 2001 XX188  | ۱۴ دسامبر ۲۰۰۱ |
| ۱۲۵۸۵۸ | 2001 XO189  | ۱۴ دسامبر ۲۰۰۱ |
| ۱۲۵۸۵۹ | 2001 XV189  | ۱۴ دسامبر ۲۰۰۱ |
| ۱۲۵۸۶۰ | 2001 XZ189  | ۱۴ دسامبر ۲۰۰۱ |
| ۱۲۵۸۶۱ | 2001 XE190  | ۱۴ دسامبر ۲۰۰۱ |
| ۱۲۵۸۶۲ | 2001 XA191  | ۱۴ دسامبر ۲۰۰۱ |
| ۱۲۵۸۶۳ | 2001 XK191  | ۱۴ دسامبر ۲۰۰۱ |
| ۱۲۵۸۶۴ | 2001 XR191  | ۱۴ دسامبر ۲۰۰۱ |
| ۱۲۵۸۶۵ | 2001 XW191  | ۱۴ دسامبر ۲۰۰۱ |
| ۱۲۵۸۶۶ | 2001 XZ191  | ۱۴ دسامبر ۲۰۰۱ |
| ۱۲۵۸۶۷ | 2001 XA192  | ۱۴ دسامبر ۲۰۰۱ |
| ۱۲۵۸۶۸ | 2001 XF192  | ۱۴ دسامبر ۲۰۰۱ |
| ۱۲۵۸۶۹ | 2001 XW193  | ۱۴ دسامبر ۲۰۰۱ |
| ۱۲۵۸۷۰ | 2001 XW194  | ۱۴ دسامبر ۲۰۰۱ |
| ۱۲۵۸۷۱ | 2001 XA195  | ۱۴ دسامبر ۲۰۰۱ |
| ۱۲۵۸۷۲ | 2001 XB195  | ۱۴ دسامبر ۲۰۰۱ |
| ۱۲۵۸۷۳ | 2001 XF195  | ۱۴ دسامبر ۲۰۰۱ |
| ۱۲۵۸۷۴ | 2001 XC196  | ۱۴ دسامبر ۲۰۰۱ |
| ۱۲۵۸۷۵ | 2001 XJ196  | ۱۴ دسامبر ۲۰۰۱ |
| ۱۲۵۸۷۶ | 2001 XT197  | ۱۴ دسامبر ۲۰۰۱ |
| ۱۲۵۸۷۷ | 2001 XV197  | ۱۴ دسامبر ۲۰۰۱ |
| ۱۲۵۸۷۸ | 2001 XR198  | ۱۴ دسامبر ۲۰۰۱ |
| ۱۲۵۸۷۹ | 2001 XG199  | ۱۴ دسامبر ۲۰۰۱ |
| ۱۲۵۸۸۰ | 2001 XF201  | ۹ دسامبر ۲۰۰۱  |
| ۱۲۵۸۸۱ | 2001 XK202  | ۱۱ دسامبر ۲۰۰۱ |
| ۱۲۵۸۸۲ | 2001 XN202  | ۱۱ دسامبر ۲۰۰۱ |
| ۱۲۵۸۸۳ | 2001 XQ205  | ۱۱ دسامبر ۲۰۰۱ |
| ۱۲۵۸۸۴ | 2001 XP207  | ۱۱ دسامبر ۲۰۰۱ |
| ۱۲۵۸۸۵ | 2001 XE208  | ۱۱ دسامبر ۲۰۰۱ |
| ۱۲۵۸۸۶ | 2001 XS208  | ۱۱ دسامبر ۲۰۰۱ |
| ۱۲۵۸۸۷ | 2001 XH209  | ۱۱ دسامبر ۲۰۰۱ |
| ۱۲۵۸۸۸ | 2001 XK209  | ۱۱ دسامبر ۲۰۰۱ |
| ۱۲۵۸۸۹ | 2001 XM209  | ۱۱ دسامبر ۲۰۰۱ |
| ۱۲۵۸۹۰ | 2001 XD210  | ۱۱ دسامبر ۲۰۰۱ |
| ۱۲۵۸۹۱ | 2001 XL210  | ۱۱ دسامبر ۲۰۰۱ |
| ۱۲۵۸۹۲ | 2001 XL212  | ۱۱ دسامبر ۲۰۰۱ |
| ۱۲۵۸۹۳ | 2001 XM212  | ۱۱ دسامبر ۲۰۰۱ |
| ۱۲۵۸۹۴ | 2001 XU212  | ۱۱ دسامبر ۲۰۰۱ |
| ۱۲۵۸۹۵ | 2001 XX212  | ۱۱ دسامبر ۲۰۰۱ |
| ۱۲۵۸۹۶ | 2001 XG213  | ۱۱ دسامبر ۲۰۰۱ |
| ۱۲۵۸۹۷ | 2001 XK214  | ۱۱ دسامبر ۲۰۰۱ |
| ۱۲۵۸۹۸ | 2001 XU215  | ۱۴ دسامبر ۲۰۰۱ |
| ۱۲۵۸۹۹ | 2001 XT216  | ۱۴ دسامبر ۲۰۰۱ |
| ۱۲۵۹۰۰ | 2001 XY216  | ۱۴ دسامبر ۲۰۰۱ |
| ۱۲۵۹۰۱ | 2001 XE217  | ۱۴ دسامبر ۲۰۰۱ |
| ۱۲۵۹۰۲ | 2001 XF218  | ۱۵ دسامبر ۲۰۰۱ |
| ۱۲۵۹۰۳ | 2001 XM218  | ۱۵ دسامبر ۲۰۰۱ |
| ۱۲۵۹۰۴ | 2001 XR218  | ۱۵ دسامبر ۲۰۰۱ |
| ۱۲۵۹۰۵ | 2001 XV218  | ۱۵ دسامبر ۲۰۰۱ |
| ۱۲۵۹۰۶ | 2001 XZ218  | ۱۵ دسامبر ۲۰۰۱ |
| ۱۲۵۹۰۷ | 2001 XQ219  | ۱۵ دسامبر ۲۰۰۱ |
| ۱۲۵۹۰۸ | 2001 XE220  | ۱۵ دسامبر ۲۰۰۱ |
| ۱۲۵۹۰۹ | 2001 XM221  | ۱۵ دسامبر ۲۰۰۱ |
| ۱۲۵۹۱۰ | 2001 XX221  | ۱۵ دسامبر ۲۰۰۱ |
| ۱۲۵۹۱۱ | 2001 XO223  | ۱۵ دسامبر ۲۰۰۱ |
| ۱۲۵۹۱۲ | 2001 XJ224  | ۱۵ دسامبر ۲۰۰۱ |
| ۱۲۵۹۱۳ | 2001 XS225  | ۱۵ دسامبر ۲۰۰۱ |
| ۱۲۵۹۱۴ | 2001 XY225  | ۱۵ دسامبر ۲۰۰۱ |
| ۱۲۵۹۱۵ | 2001 XA227  | ۱۵ دسامبر ۲۰۰۱ |
| ۱۲۵۹۱۶ | 2001 XE227  | ۱۵ دسامبر ۲۰۰۱ |
| ۱۲۵۹۱۷ | 2001 XD228  | ۱۵ دسامبر ۲۰۰۱ |
| ۱۲۵۹۱۸ | 2001 XG229  | ۱۵ دسامبر ۲۰۰۱ |
| ۱۲۵۹۱۹ | 2001 XA230  | ۱۵ دسامبر ۲۰۰۱ |
| ۱۲۵۹۲۰ | 2001 XE231  | ۱۵ دسامبر ۲۰۰۱ |
| ۱۲۵۹۲۱ | 2001 XG231  | ۱۵ دسامبر ۲۰۰۱ |
| ۱۲۵۹۲۲ | 2001 XR234  | ۱۵ دسامبر ۲۰۰۱ |
| ۱۲۵۹۲۳ | 2001 XW235  | ۱۵ دسامبر ۲۰۰۱ |
| ۱۲۵۹۲۴ | 2001 XG236  | ۱۵ دسامبر ۲۰۰۱ |
| ۱۲۵۹۲۵ | 2001 XE237  | ۱۵ دسامبر ۲۰۰۱ |
| ۱۲۵۹۲۶ | 2001 XM237  | ۱۵ دسامبر ۲۰۰۱ |
| ۱۲۵۹۲۷ | 2001 XD238  | ۱۵ دسامبر ۲۰۰۱ |
| ۱۲۵۹۲۸ | 2001 XE238  | ۱۵ دسامبر ۲۰۰۱ |
| ۱۲۵۹۲۹ | 2001 XH238  | ۱۵ دسامبر ۲۰۰۱ |
| ۱۲۵۹۳۰ | 2001 XP238  | ۱۵ دسامبر ۲۰۰۱ |
| ۱۲۵۹۳۱ | 2001 XX238  | ۱۵ دسامبر ۲۰۰۱ |
| ۱۲۵۹۳۲ | 2001 XE239  | ۱۵ دسامبر ۲۰۰۱ |
| ۱۲۵۹۳۳ | 2001 XM239  | ۱۵ دسامبر ۲۰۰۱ |
| ۱۲۵۹۳۴ | 2001 XP239  | ۱۵ دسامبر ۲۰۰۱ |
| ۱۲۵۹۳۵ | 2001 XT239  | ۱۵ دسامبر ۲۰۰۱ |
| ۱۲۵۹۳۶ | 2001 XX239  | ۱۵ دسامبر ۲۰۰۱ |
| ۱۲۵۹۳۷ | 2001 XF240  | ۱۵ دسامبر ۲۰۰۱ |
| ۱۲۵۹۳۸ | 2001 XP240  | ۱۵ دسامبر ۲۰۰۱ |
| ۱۲۵۹۳۹ | 2001 XT240  | ۱۵ دسامبر ۲۰۰۱ |
| ۱۲۵۹۴۰ | 2001 XU240  | ۱۵ دسامبر ۲۰۰۱ |
| ۱۲۵۹۴۱ | 2001 XC241  | ۱۵ دسامبر ۲۰۰۱ |
| ۱۲۵۹۴۲ | 2001 XG241  | ۱۳ دسامبر ۲۰۰۱ |
| ۱۲۵۹۴۳ | 2001 XB243  | ۱۴ دسامبر ۲۰۰۱ |
| ۱۲۵۹۴۴ | 2001 XC243  | ۱۴ دسامبر ۲۰۰۱ |
| ۱۲۵۹۴۵ | 2001 XP243  | ۱۴ دسامبر ۲۰۰۱ |
| ۱۲۵۹۴۶ | 2001 XJ245  | ۱۵ دسامبر ۲۰۰۱ |
| ۱۲۵۹۴۷ | 2001 XX250  | ۱۴ دسامبر ۲۰۰۱ |
| ۱۲۵۹۴۸ | 2001 XH251  | ۱۴ دسامبر ۲۰۰۱ |
| ۱۲۵۹۴۹ | 2001 XF252  | ۱۴ دسامبر ۲۰۰۱ |
| ۱۲۵۹۵۰ | 2001 XG252  | ۱۴ دسامبر ۲۰۰۱ |
| ۱۲۵۹۵۱ | 2001 XF253  | ۱۴ دسامبر ۲۰۰۱ |
| ۱۲۵۹۵۲ | 2001 XP258  | ۸ دسامبر ۲۰۰۱  |
| ۱۲۵۹۵۳ | 2001 XH259  | ۸ دسامبر ۲۰۰۱  |
| ۱۲۵۹۵۴ | 2001 XL259  | ۸ دسامبر ۲۰۰۱  |
| ۱۲۵۹۵۵ | 2001 XO261  | ۱۱ دسامبر ۲۰۰۱ |
| ۱۲۵۹۵۶ | 2001 XR262  | ۱۳ دسامبر ۲۰۰۱ |
| ۱۲۵۹۵۷ | 2001 XE264  | ۱۴ دسامبر ۲۰۰۱ |
| ۱۲۵۹۵۸ | 2001 XK264  | ۱۴ دسامبر ۲۰۰۱ |
| ۱۲۵۹۵۹ | 2001 XL264  | ۱۴ دسامبر ۲۰۰۱ |
| ۱۲۵۹۶۰ | 2001 XE265  | ۱۴ دسامبر ۲۰۰۱ |
| ۱۲۵۹۶۱ | 2001 XP266  | ۱۳ دسامبر ۲۰۰۱ |
| ۱۲۵۹۶۲ | 2001 YD6    | ۱۷ دسامبر ۲۰۰۱ |
| ۱۲۵۹۶۳ | 2001 YO7    | ۱۷ دسامبر ۲۰۰۱ |
| ۱۲۵۹۶۴ | 2001 YU7    | ۱۷ دسامبر ۲۰۰۱ |
| ۱۲۵۹۶۵ | 2001 YX7    | ۱۷ دسامبر ۲۰۰۱ |
| ۱۲۵۹۶۶ | 2001 YD11   | ۱۷ دسامبر ۲۰۰۱ |
| ۱۲۵۹۶۷ | 2001 YG11   | ۱۷ دسامبر ۲۰۰۱ |
| ۱۲۵۹۶۸ | 2001 YR11   | ۱۸ دسامبر ۲۰۰۱ |
| ۱۲۵۹۶۹ | 2001 YL13   | ۱۷ دسامبر ۲۰۰۱ |
| ۱۲۵۹۷۰ | 2001 YS15   | ۱۷ دسامبر ۲۰۰۱ |
| ۱۲۵۹۷۱ | 2001 YW15   | ۱۷ دسامبر ۲۰۰۱ |
| ۱۲۵۹۷۲ | 2001 YX15   | ۱۷ دسامبر ۲۰۰۱ |
| ۱۲۵۹۷۳ | 2001 YA17   | ۱۷ دسامبر ۲۰۰۱ |
| ۱۲۵۹۷۴ | 2001 YY18   | ۱۷ دسامبر ۲۰۰۱ |
| ۱۲۵۹۷۵ | 2001 YD19   | ۱۷ دسامبر ۲۰۰۱ |
| ۱۲۵۹۷۶ | 2001 YR20   | ۱۸ دسامبر ۲۰۰۱ |
| ۱۲۵۹۷۷ | 2001 YF21   | ۱۸ دسامبر ۲۰۰۱ |
| ۱۲۵۹۷۸ | 2001 YJ21   | ۱۸ دسامبر ۲۰۰۱ |
| ۱۲۵۹۷۹ | 2001 YU21   | ۱۸ دسامبر ۲۰۰۱ |
| ۱۲۵۹۸۰ | 2001 YV21   | ۱۸ دسامبر ۲۰۰۱ |
| ۱۲۵۹۸۱ | 2001 YB22   | ۱۸ دسامبر ۲۰۰۱ |
| ۱۲۵۹۸۲ | 2001 YC22   | ۱۸ دسامبر ۲۰۰۱ |
| ۱۲۵۹۸۳ | 2001 YH25   | ۱۸ دسامبر ۲۰۰۱ |
| ۱۲۵۹۸۴ | 2001 YM25   | ۱۸ دسامبر ۲۰۰۱ |
| ۱۲۵۹۸۵ | 2001 YX25   | ۱۸ دسامبر ۲۰۰۱ |
| ۱۲۵۹۸۶ | 2001 YF27   | ۱۸ دسامبر ۲۰۰۱ |
| ۱۲۵۹۸۷ | 2001 YD29   | ۱۸ دسامبر ۲۰۰۱ |
| ۱۲۵۹۸۸ | 2001 YX30   | ۱۸ دسامبر ۲۰۰۱ |
| ۱۲۵۹۸۹ | 2001 YA31   | ۱۸ دسامبر ۲۰۰۱ |
| ۱۲۵۹۹۰ | 2001 YE33   | ۱۸ دسامبر ۲۰۰۱ |
| ۱۲۵۹۹۱ | 2001 YN34   | ۱۸ دسامبر ۲۰۰۱ |
| ۱۲۵۹۹۲ | 2001 YR36   | ۱۸ دسامبر ۲۰۰۱ |
| ۱۲۵۹۹۳ | 2001 YH37   | ۱۸ دسامبر ۲۰۰۱ |
| ۱۲۵۹۹۴ | 2001 YR38   | ۱۸ دسامبر ۲۰۰۱ |
| ۱۲۵۹۹۵ | 2001 YK39   | ۱۸ دسامبر ۲۰۰۱ |
| ۱۲۵۹۹۶ | 2001 YZ40   | ۱۸ دسامبر ۲۰۰۱ |
| ۱۲۵۹۹۷ | 2001 YH42   | ۱۸ دسامبر ۲۰۰۱ |
| ۱۲۵۹۹۸ | 2001 YR44   | ۱۸ دسامبر ۲۰۰۱ |
| ۱۲۵۹۹۹ | 2001 YF45   | ۱۸ دسامبر ۲۰۰۱ |
| ۱۲۶۰۰۰ | 2001 YS45   | ۱۸ دسامبر ۲۰۰۱ |